# Бербери
Бербери, або Амазиги (бербер. ⵉⵎⴰⵣⵉⵖⵏ, Imaziɣen) — корінна етнічна група Північної Африки. Бербери проживають на території, що простягається від Атлантичного океану до Оази Сива, що в Єгипті, від Середземного моря до річки Нігер. Вони розмовляють берберськими мовами, що є гілкою сім'ї афразійських мов. В VII столітті відбулося арабське завоювання Північної Африки, тому в більшості берберів, що проживали в Магрибі, змінилася рідна мова, утворилися діалекти. Після колонізації Північної Африки Францією французьке управління успішно інтегрувало французьку мову в Алжирі, роблячи її офіційною національною мовою та вимагаючи, щоб усе навчання проводилося французькою. Іноземні мови, зокрема французька та іспанська, успадковані від європейських колоністів, використовуються більшістю освічених берберів (елітою) в Алжирі та Марокко у формальному контексті, такому як вища освіта або бізнес.
Сьогодні більшість берберів проживає в північноафриканських країнах: здебільшого в Алжирі та Марокко; деякі невеликі поселення є також у Нігері, Малі, Лівії, Мавританії, Тунісі, Буркіна-Фасо та Єгипті; також є великі діаспори у Франції, Канаді, Бельгії, Нідерландах, Німеччині та інших країнах Європи.
Берберська самобутність зазвичай ширша, ніж мова та етнос, і охоплює всю історію та географію Північної Африки. Бербери не є цілісним етносом, і це поняття охоплює цілий спектр фенотипів, спільнот і походжень. Силою, що їх об'єднує, є їхня мова, колективна самоідентифікація і самоасоціація з берберським спадком та історією.
У Північній Африці проживає від 25 до 30 мільйонів людей, що розмовляють берберськими мовами. Число етнічних берберів (включаючи тих, що не розмовляють берберськими мовами) є набагато більшим, бо велика їх частина протягом багатьох десятиліть і століть навчилася інших мов (асимілювалася), і вже не розмовляє жодною з берберських. Більшість мешканців Північної Африки вважаються корінними берберами, хоча внаслідок арабізації більшість етнічних берберів ідентифікують себе як арабізовані бербери.
Бербери називають себе імазигами (a-Mazigh), що можливо означає «вільні люди», або «благородні люди». Назву, яку вони мають зараз, скоріше за все, дали їм римляни, що з латинської означає «незрозуміло говорити», оскільки на той час бербери не розмовляли ні латиною, ні грецькою мовою. Можна провести паралелі з тим, як римляни називали усіх диких народів: «варвари» (латиною «барбари»). Деякі з найвідоміших берберів були нумідійськими царями: Масинісса, Югурта; берберо-римськими авторами: Апулей, Августин Аврелій; та берберо-римськими генералами: Лусій Квієт, що брав участь у Другій юдейській війні (115—117 рр). Дакія аль-Кахіна була берберською релігійною та військовою лідеркою, що керувала жорстоким повстанням проти мусульмансько-арабської експансії Північної Африки. Кусаїла — чоловік, що проживав у XVII столітті — був вождем арабських племен берберів і королем Санхаджійської держави.
Список найвідоміших берберів в історії включає Юсуфа ібн Ташфіна — короля Альморавідської імперії; Таріка ібн Зіяда — генерала, що підкорив Іспанію; Аббаса ібн Фірнаса — плодовитого винахідника та піонера в авіації; Ібн Баттуту — середньовічного мандрівника, що подорожував на найдовшу дистанцію, про яку тільки чули в його час.

## Назва
Назва «Бербер» походить від латинської мови (лат. barbarus (варвар)) та від грецька мова (грец. bàrbaros, βάρβαρος). Історія каже, що вперше термін «барбар» був використаний римським консулом в Африці, аби описати Нумідію. Використання терміна «берберський» поширилося, з приходом вандалів в Африку, під час їхніх великих завоювань. Мусульманські історики деякий час після цього також згадували такий термін. Використання терміна «Berbers» в англомовній літературі розпочалося в XIX столітті, чим замінило більш давніший «Barbary» (Барбарія). Бербери були маврами («Mauri»), на яких посилались в Мосарабська хроніка 754 р. під час Арабського завоювання Піренейського півстрова, перед тим, як їх стали називати терміном Moors (в англійській мові) та Moros (в іспанській) в хартіях й хроніках експансії християнами іберійських королівств. Цим же терміном користувалися, щоби посилатися на Аль-Андалус (мусульманську державу на Піренейському півострові), на Північну Африку і її мешканців, та й на мусульман загалом.
Історик Абрагам Ісаак Ларедо припускає, що назва Амазиги пішла від імені Мезеґ, що є перекладом ім'я біблійного предка Дедана, сина Шеби в Тарґумі. Згідно з Левом Африканським, назва «Амазиг» означає «вільна людина», однак справжнє походження є спірним, і етимологи не можуть дійти єдиної згоди щодо цього.
Єгиптяни, греки, римляни та візантійці згадували багато інших племен зі схожими назвами, що проживати в Північній Африці — місці, де й жили та живуть бербери. Назви цих племен відрізняються від класичних ресурсів, але, схоже, всі вони пов'язуються з тим, що сьогодні ми маємо на увазі під назвою Амазиги.

## Передісторія

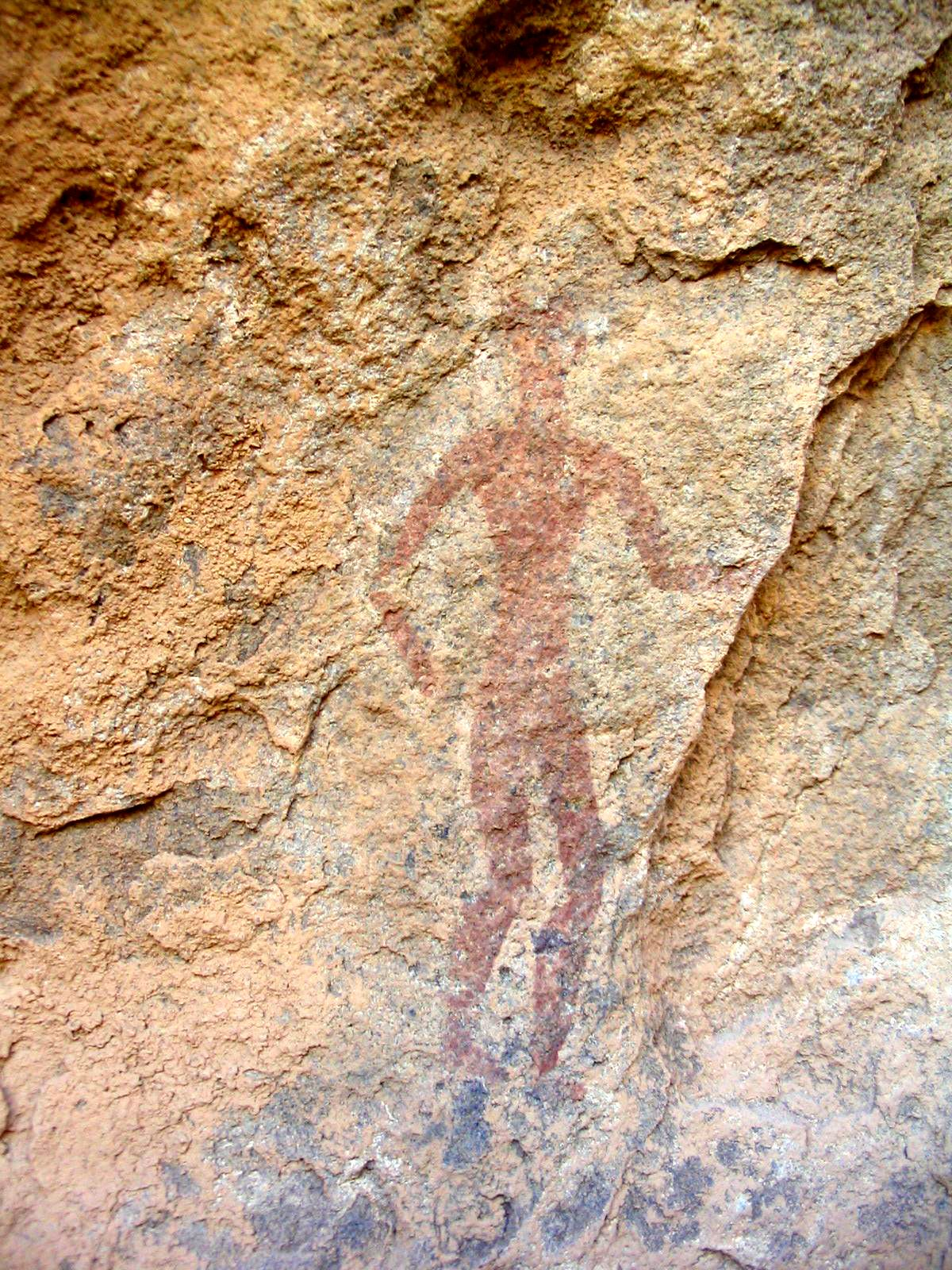
Малюнок в горах Ахаггар

Магриб і західна частина Північної Африки в цілому, як припускають, була заселена берберами від, якнайдавніше 10,000 року до н. е. Вік північноафриканських печерних малюнків, що були знайдені в регіоні Тассілін-Адджер, оцінюється в 12 тисяч років. Інші були знайдені в Тадрарт-Акакус в Лівійській пустелі. Неолітичне суспільство відмічено початком процесу одомашнення диких тварин та натуральним господарством, що розвивалося в Сахарі та Середземноморському регіоні північної Африки (Магриб) у 6000–2000 роках до н. е. Цей спосіб життя, зображений у печерних малюнках гір Тассілін-Адджер у південно-східному Алжирі, домінував у Магрибі аж до початку класичного періоду. Перші приклади письма Тифінаг також були знайдені в регіоні Оран. Протягом доримської епохи існувало кілька незалежних берберських держав, таких як Массиліі.

## Племена
- Мекнаси

## Поширення
Хоча більшість мешканців Магрибу є нащадками Берберів, лише деякі «розкидані» етнічні групи успішно зберегли берберські мови. Ця таблиця наводить перелік цих груп.

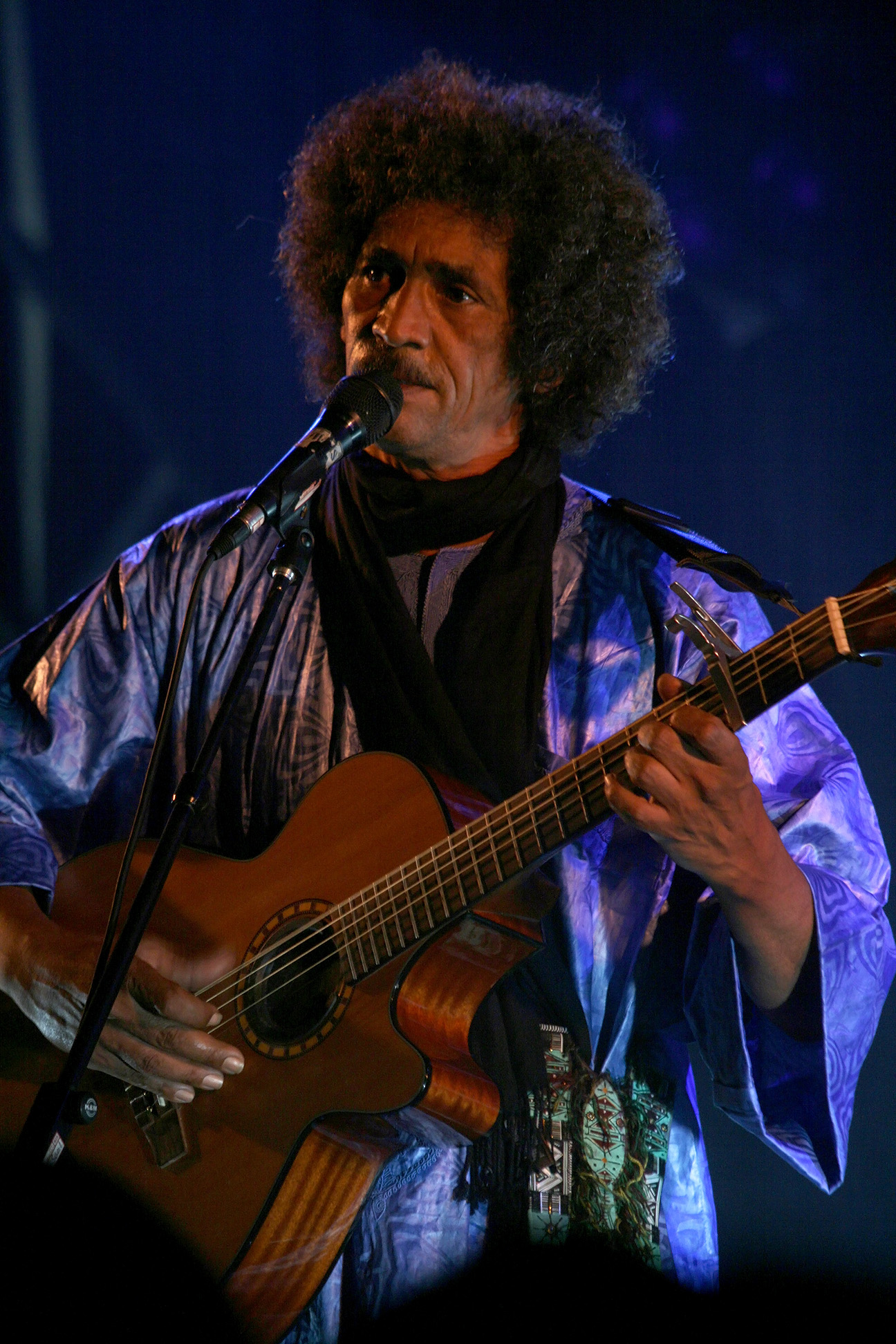
Ібрагім Аґ Альгабіб, народжений батьками-туарегами з північного Малі

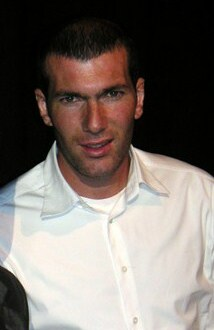
Зінедін Зідан, народжений берберськими батьками з Алжиру

| Група                             | Країна                                      | Примітки                                                                |
| --------------------------------- | ------------------------------------------- | ----------------------------------------------------------------------- |
| Блідські бербери                  | Алжир                                       | в центральному Алжирі                                                   |
| Шауя                              | Алжир                                       | в основному проживають у східному Алжирі                                |
| Шенінійські та Двіратські бербери | Туніс                                       |                                                                         |
| Шенуйські бербери                 | Алжир                                       | ори Варшаніс та Шенуя (західний Алжир)                                  |
| Шильха                            | Марокко                                     | гори Атлас                                                              |
| Джербійські бербери               | Туніс                                       | розмовляють мовою Джерба                                                |
| Кабіли                            | Алжир                                       | проживають в Кабілії                                                    |
| Матматійські бербери              | Туніс                                       | східний Туніс                                                           |
| Мозабіти                          | Алжир                                       | долина Мзаб (південний Алжир)                                           |
| Нафусі                            | Лівія                                       | західна Лівія                                                           |
| Ріфи                              | Марокко                                     | північне Марокко з меншістю в Алжирі                                    |
| Санхаджі                          | Мавританія · Марокко · Сенегал              | південно-західна Мавританія, Атлас, східне Марокко та північний Сенегал |
| Єгипет                            | Оаза Сива                                   |                                                                         |
| Тлемсенські бербери               | Алжир                                       | західний Алжир                                                          |
| Туареги                           | Алжир · Лівія · Нігер · Малі · Буркіна-Фасо | Сахара (південний Алжир та північ Сахелю)                               |
| Заяни                             | Марокко                                     | Середній Атлас Марокко                                                  |
| Зенати                            | Алжир                                       | центрально-західний Алжир                                               |
| Зувараси                          | Лівія                                       | північно-західна Лівія                                                  |

## Релігія та віра

### Дохристиянська ера
Традиційні берберські релігії — древній та традиційних набір вірувань та божеств, що притримувались берберськими автохтонами. Багато вірувань розвивалися локально, в той же час, як інші мали широкий контакт з африканськими традиційними релігіями (такими, як релігія Стародавнього Єгипту), або наслідували релігію Карфагену, юдаїзм, іберійську міфологію та елліністичні релігії. Більшість впливу прийшло з Ісламу та арабської міфології під час середніх віків. Деякі давні берберські вірування існують і сьогодні, точно в межах берберської культури та традицій.

## Архітектура

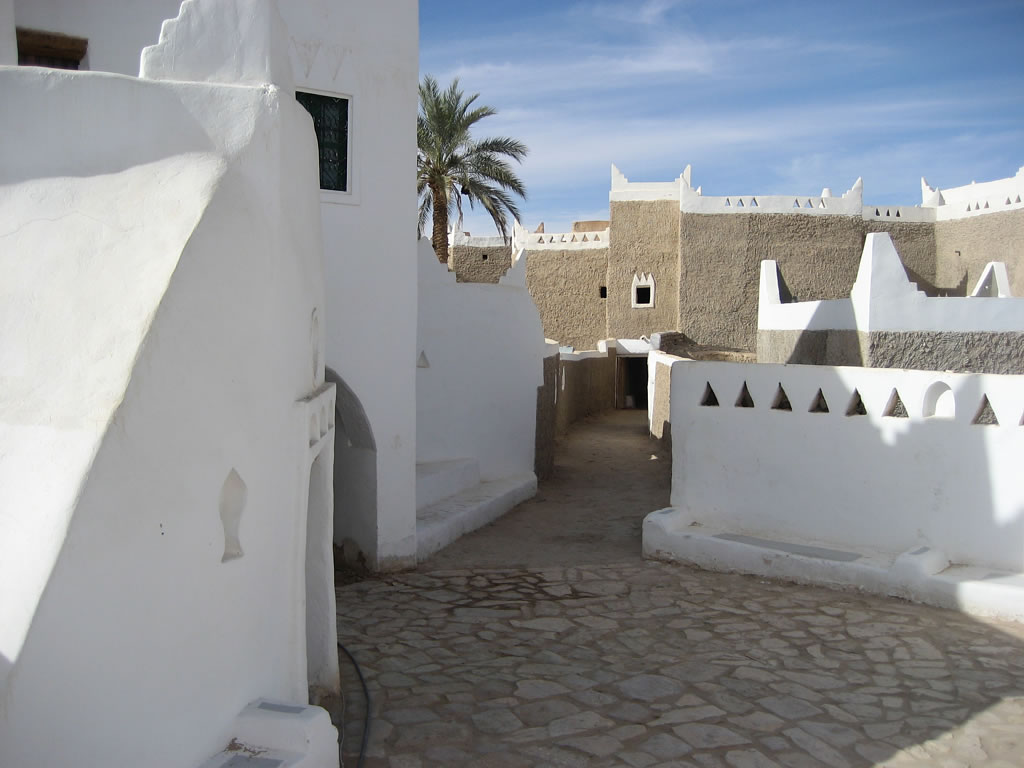
Гадамес
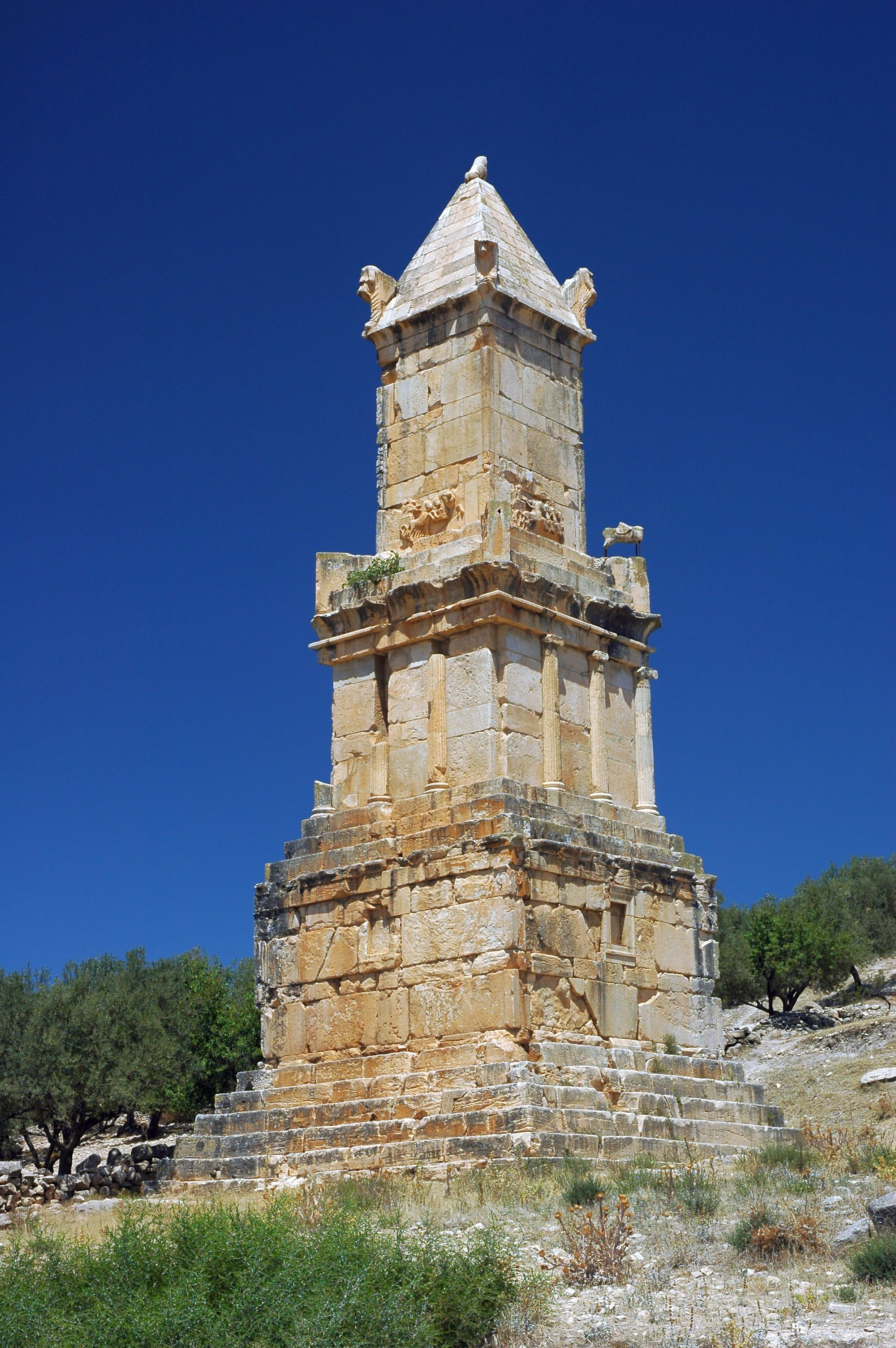
Дугга
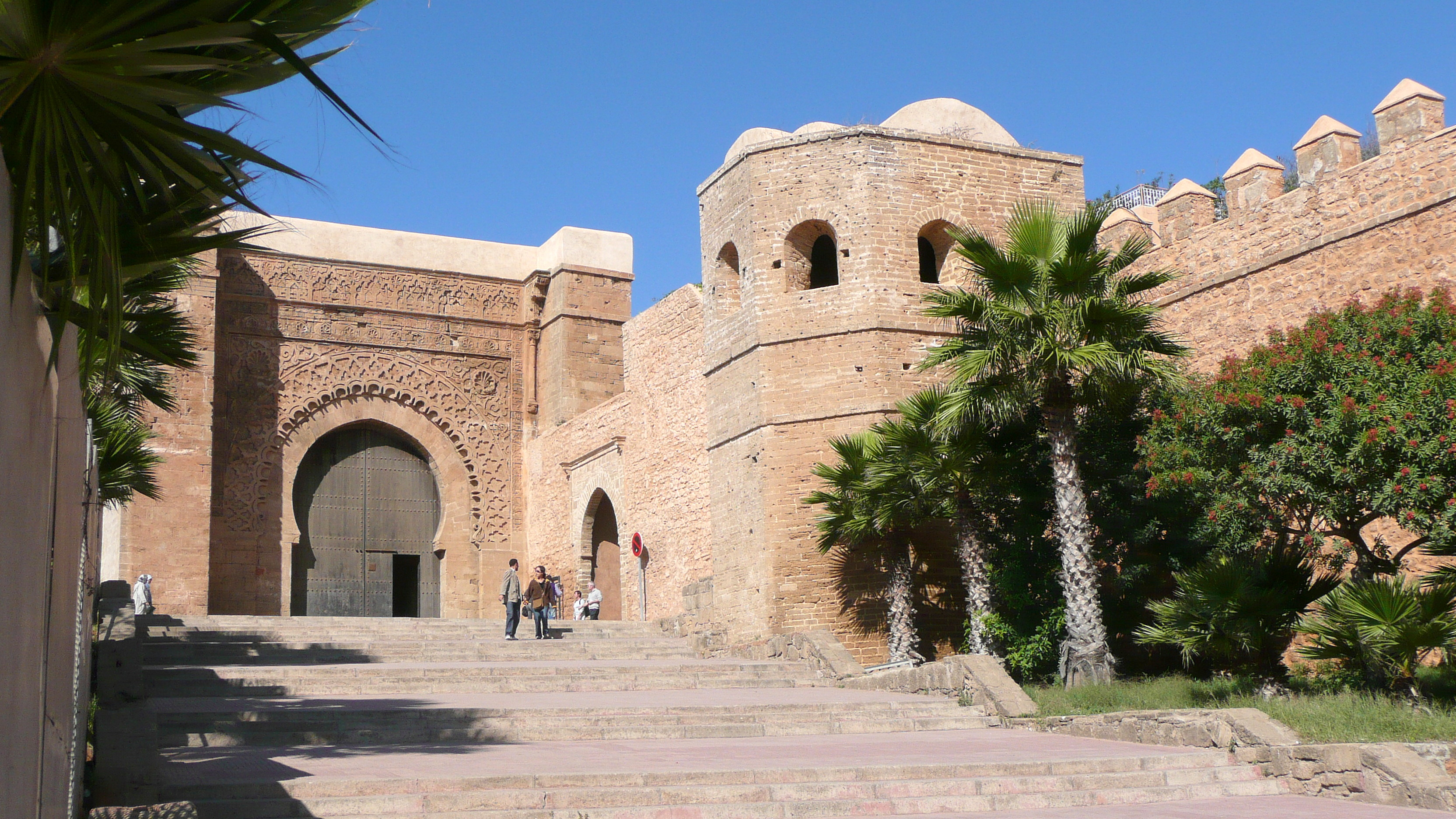
Касба Удая в Рабаті
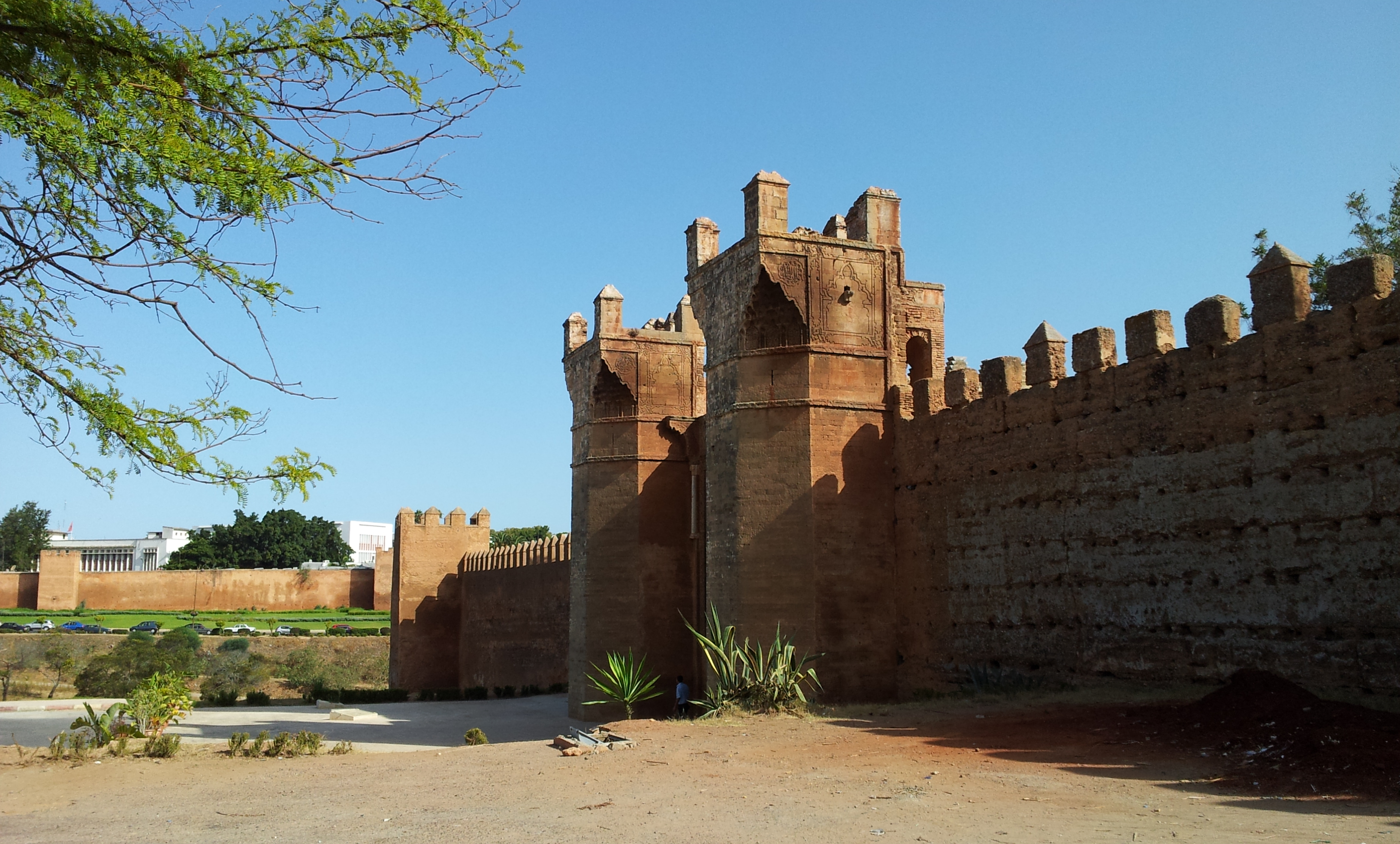
Захищена цитадель Шелли; ядро Сале
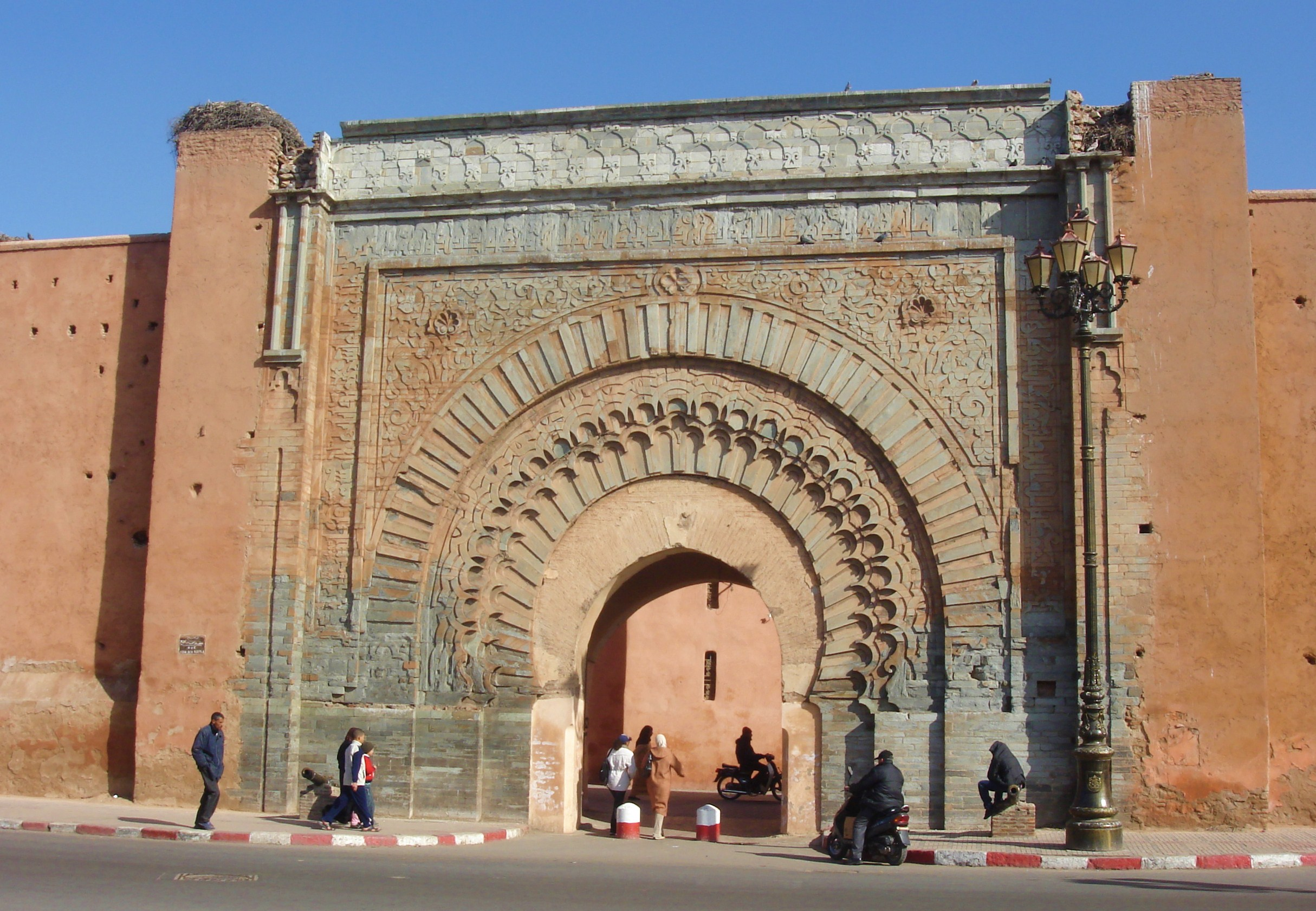
Баб Аґнау, Марракеш
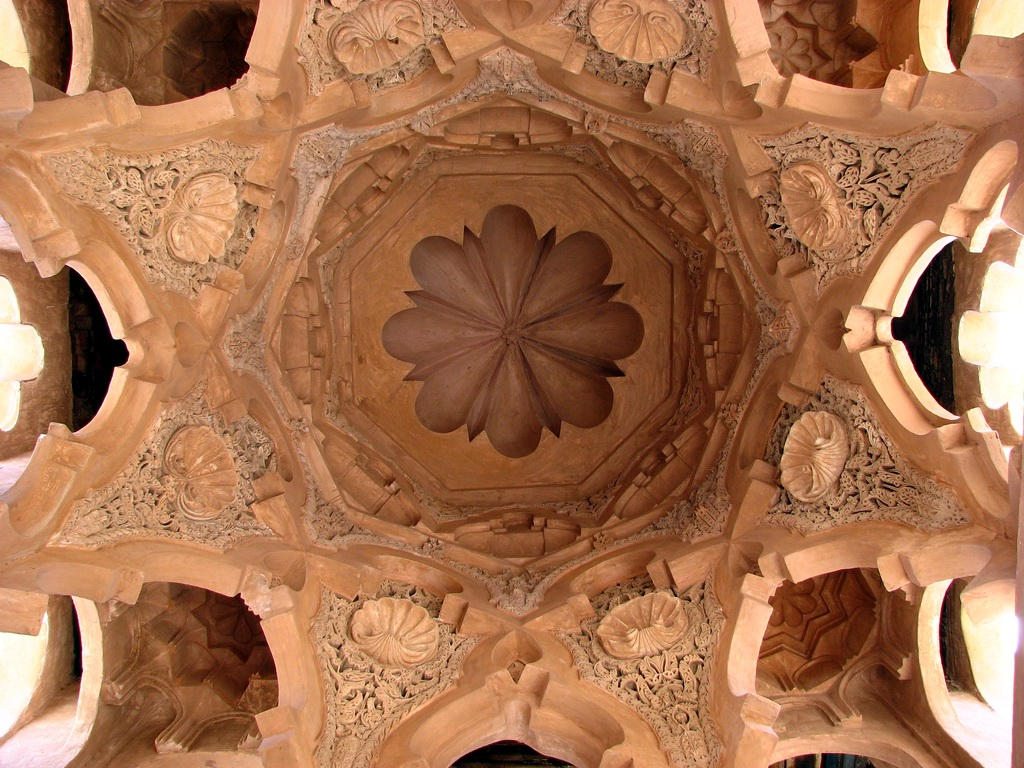
Альморавідська софістична архітектура
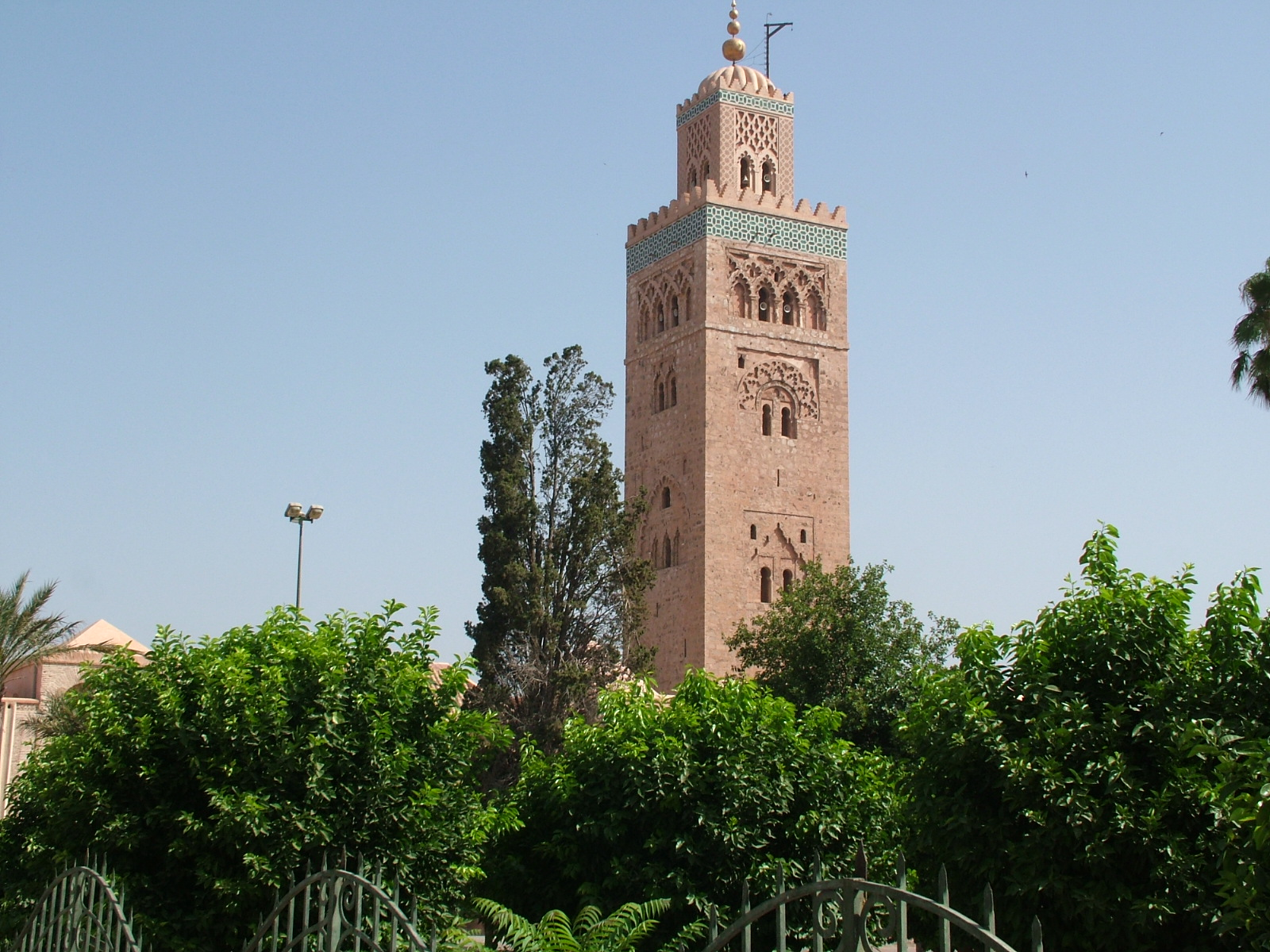
Кутубія, Марракеш
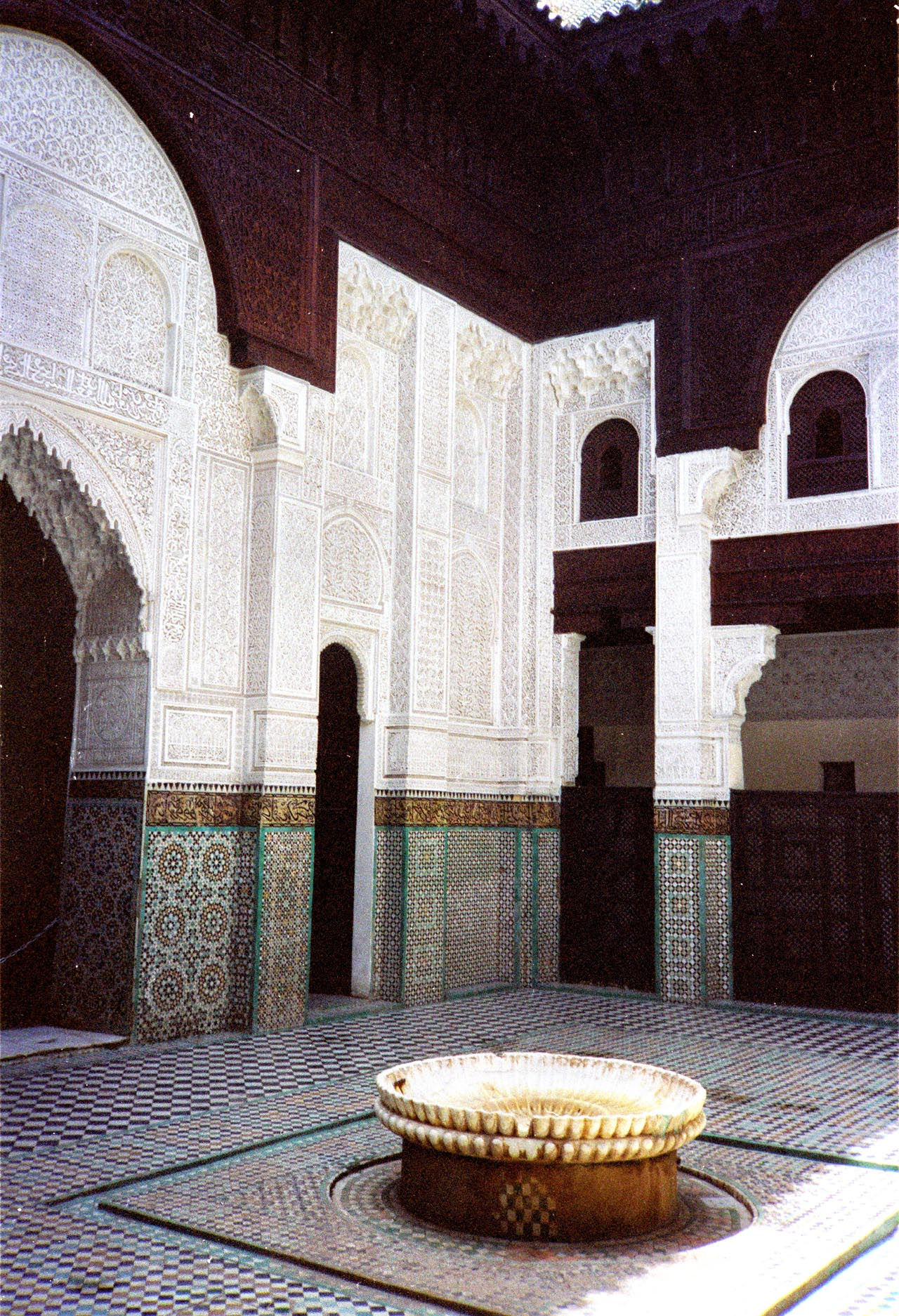
Медерса Буаніанія, Мекнес
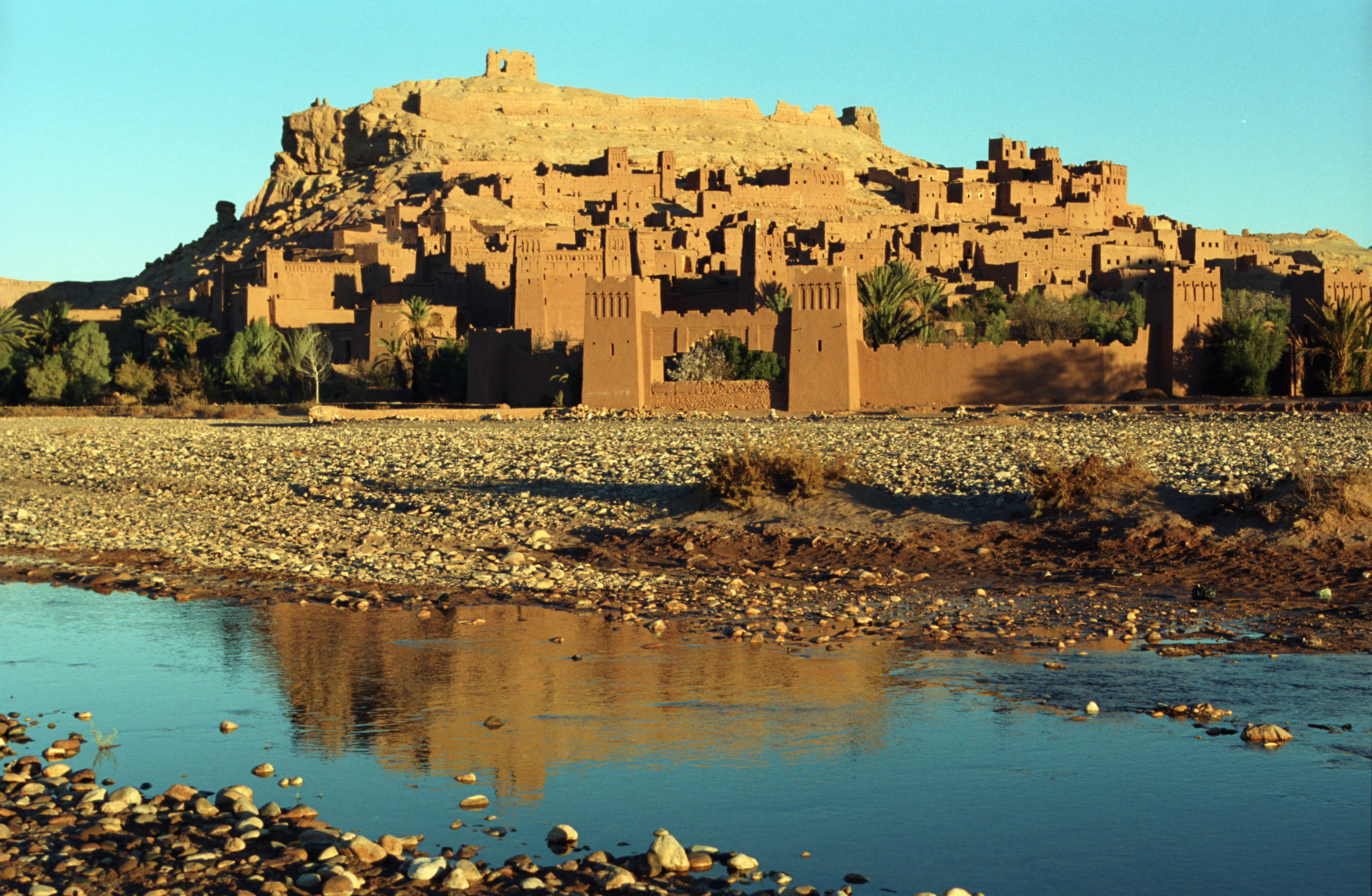
Айт-Бен-Хадду
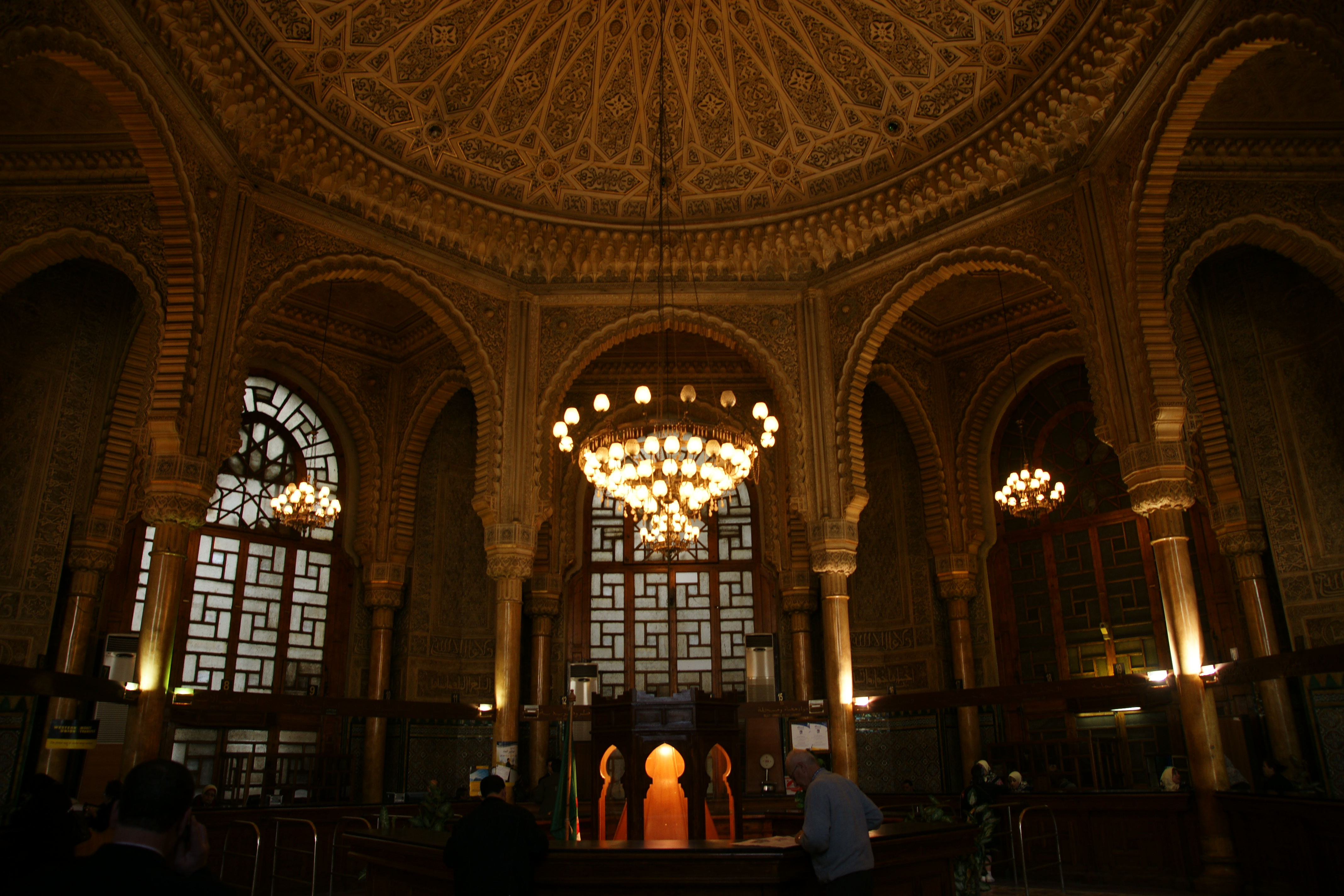
Інтер'єр, Алжир
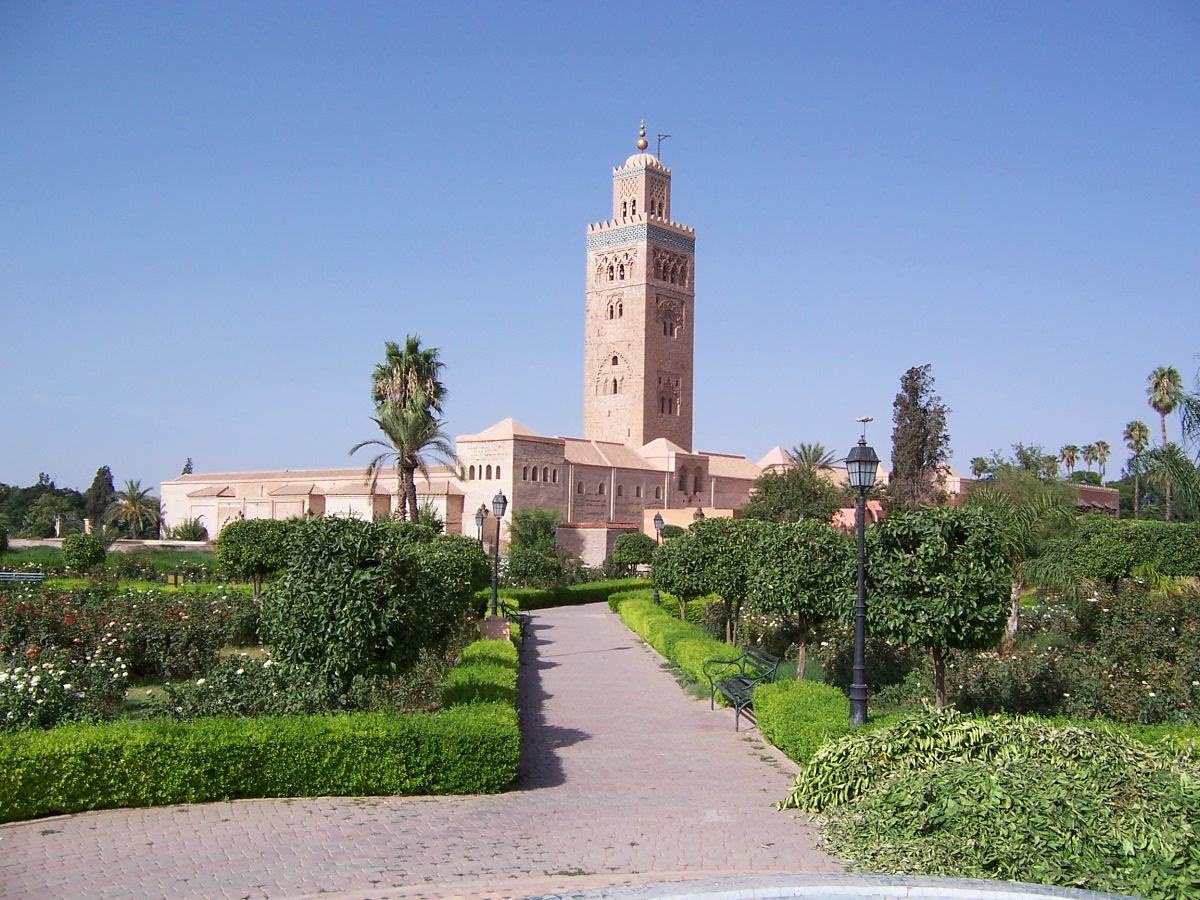
Кутубійська мечеть в Марракеші
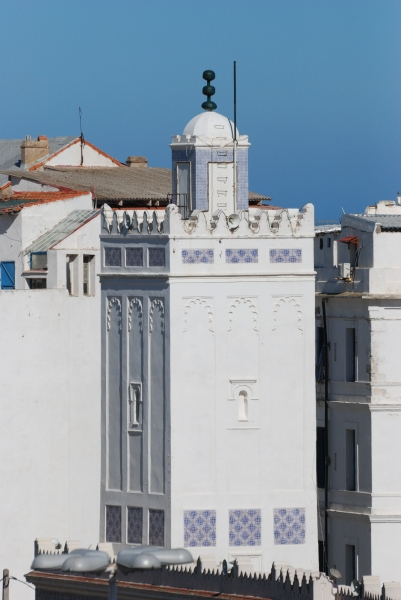
Велика мечеть в Алжирі
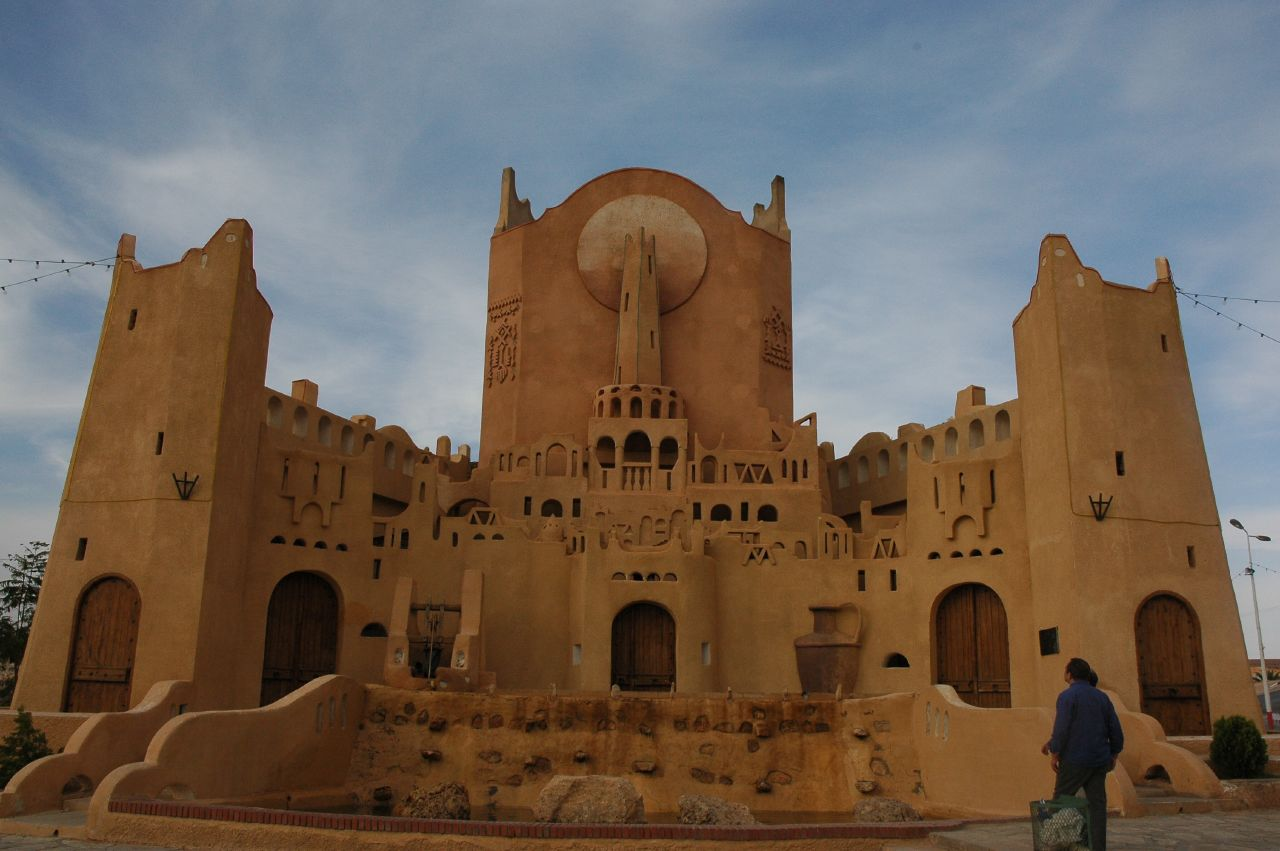
Традиційна гардайська архітектура, Алжир
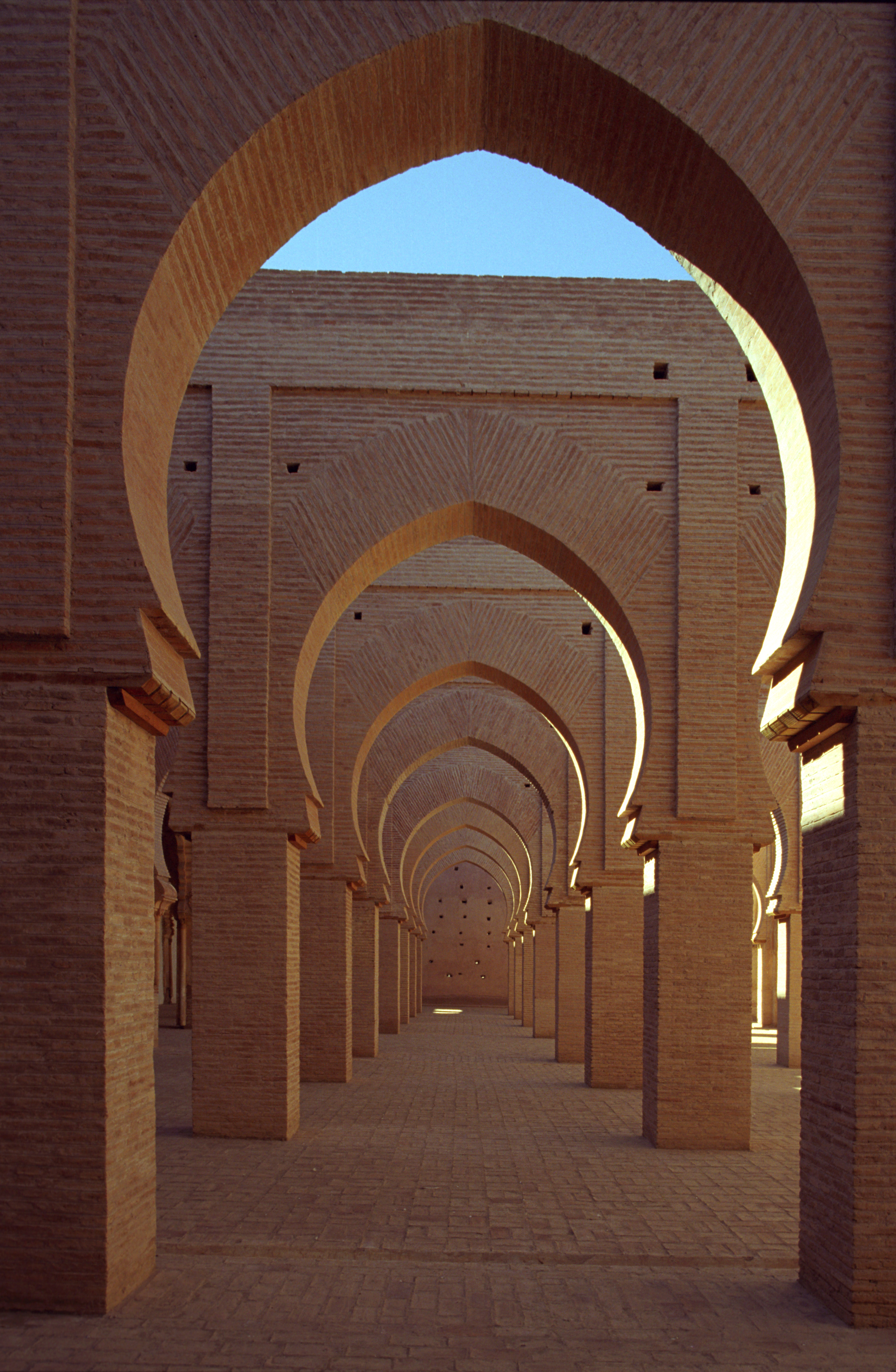
Марокська мечеть
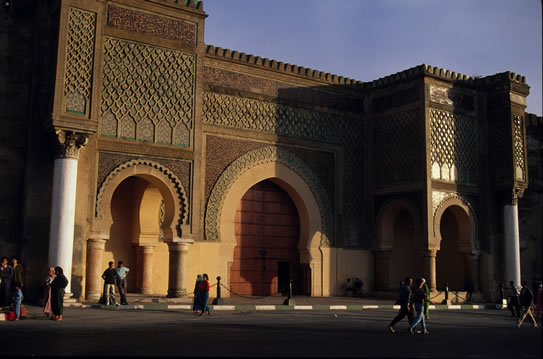
Баб-Мансур, Марокко
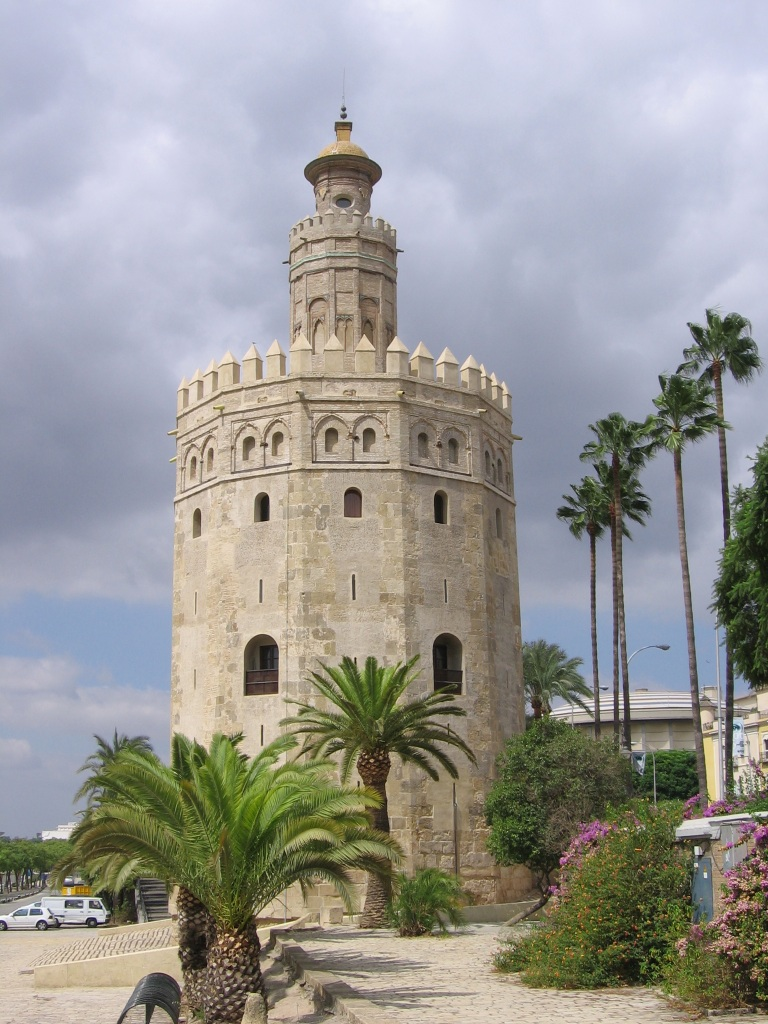
Торре дель Оро, Севілья; Берберська династія Альмохадів
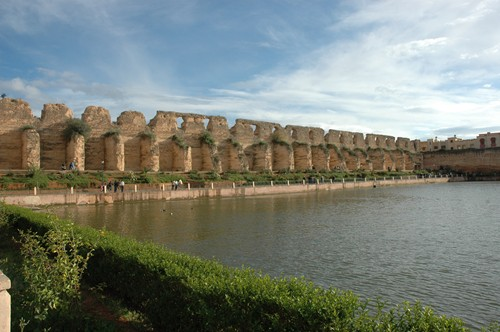
Аґдальська стіна та сади, Мекнес
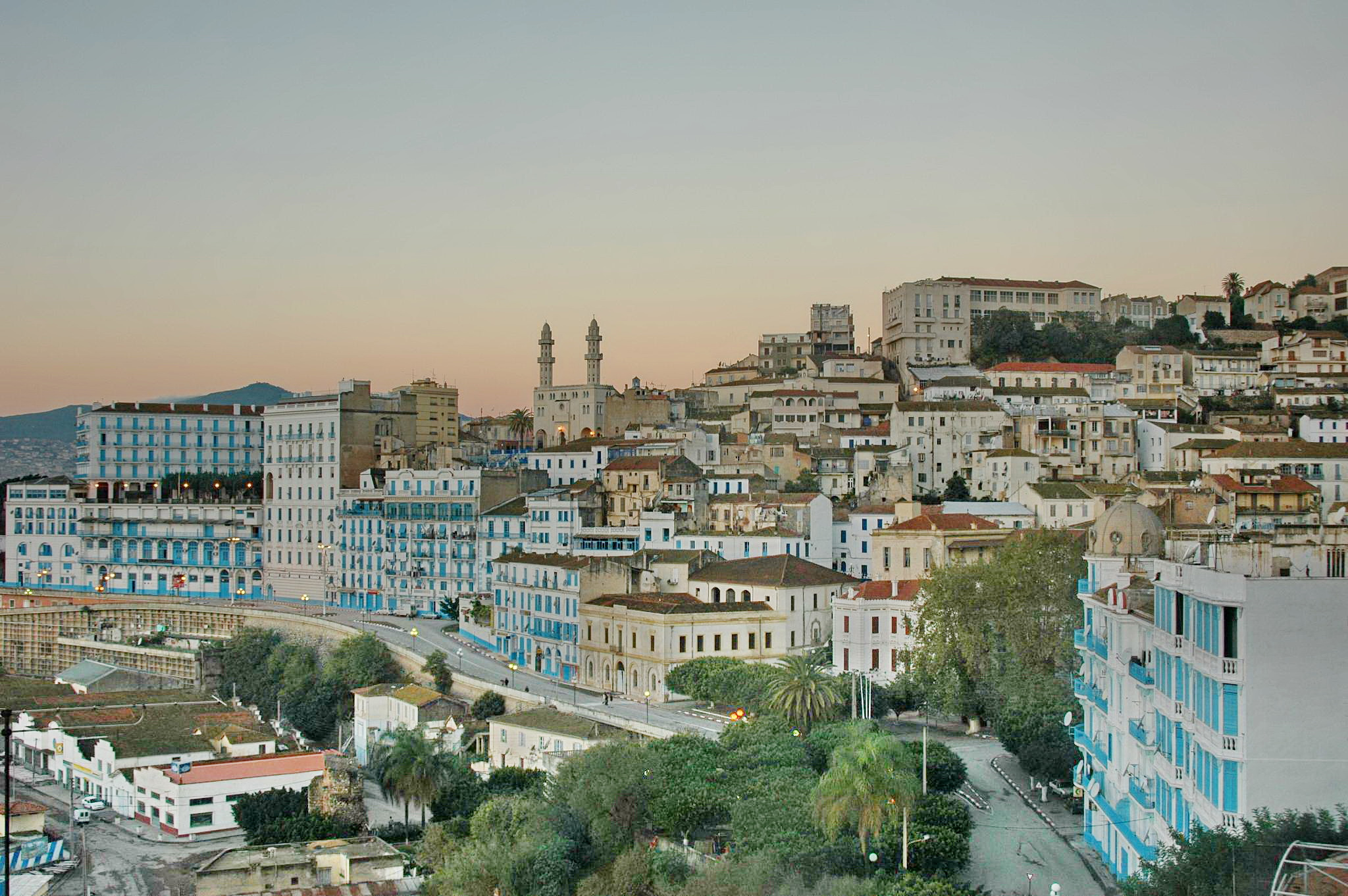
Беджая, Алжир
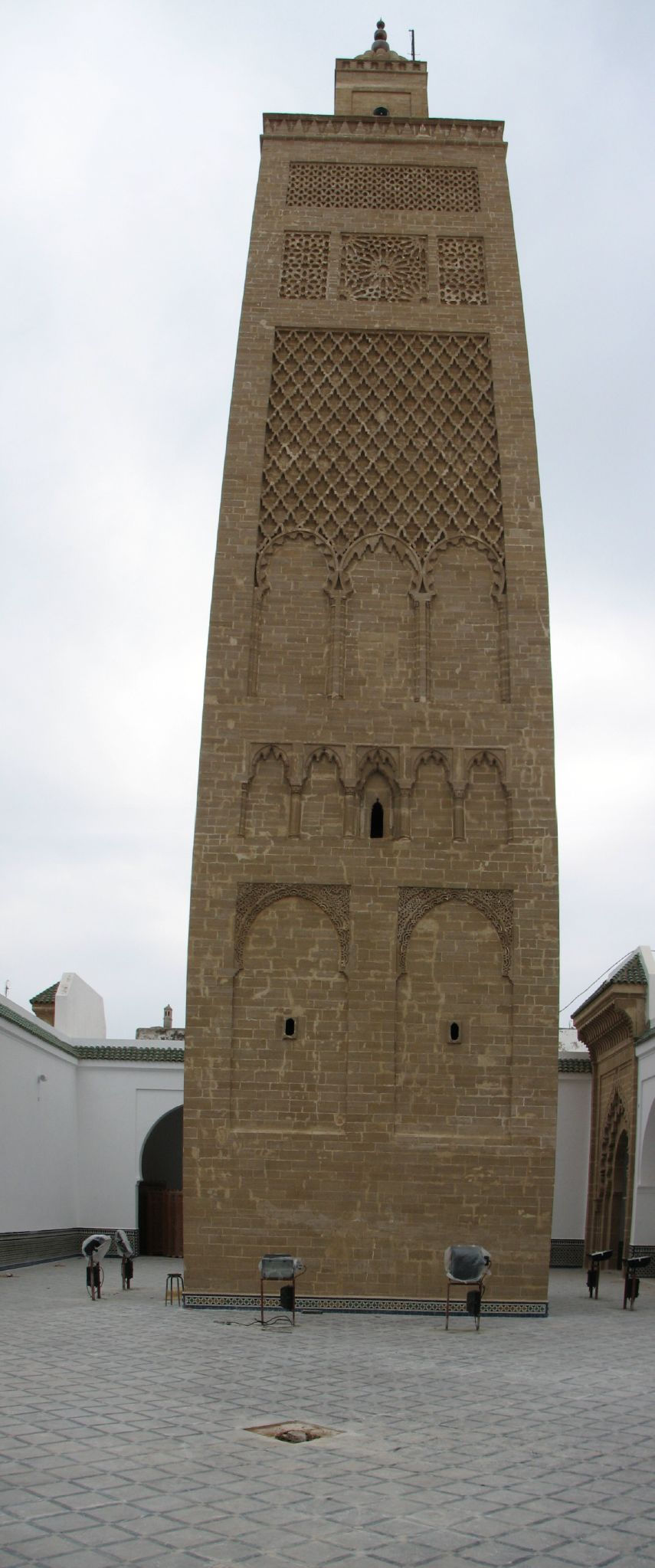
Велика мечеть Сале
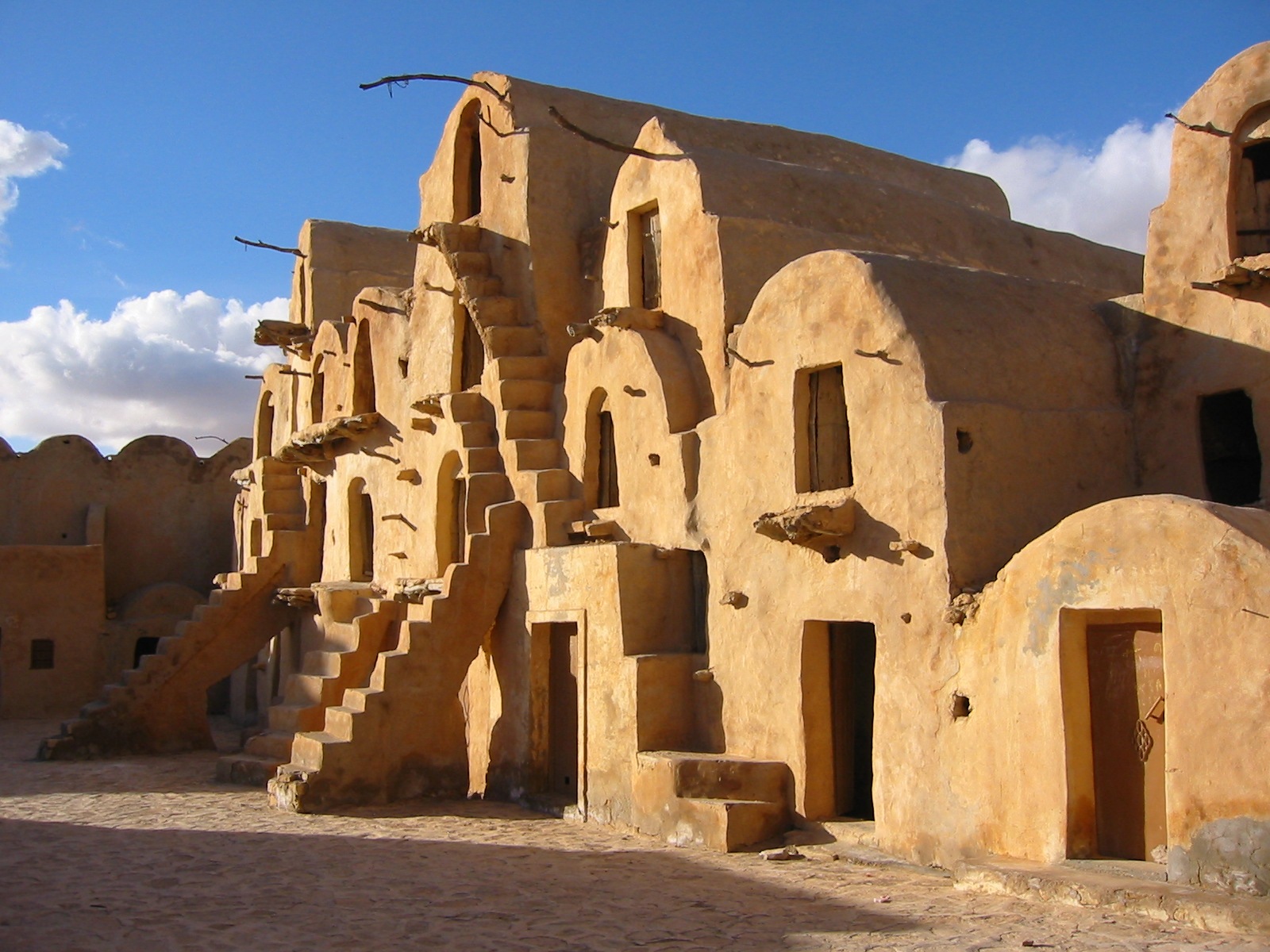
Ксар Улед Солтане, Туніс
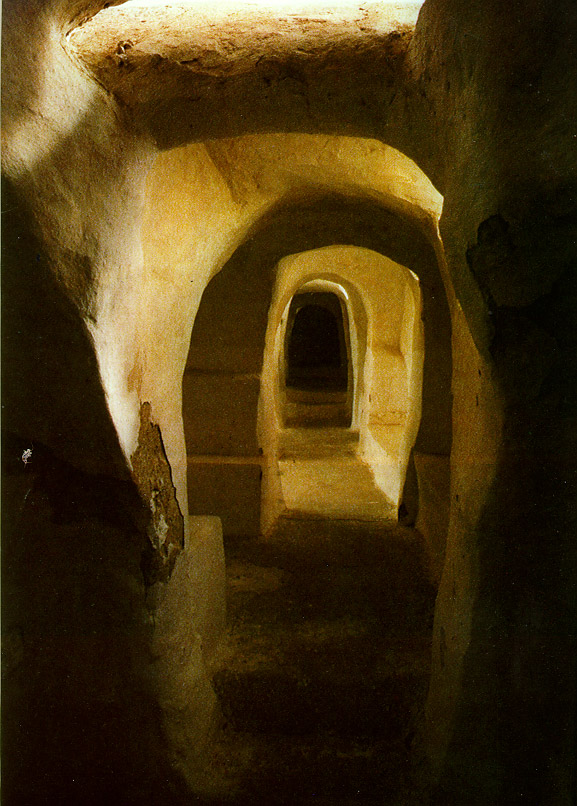
Гофта
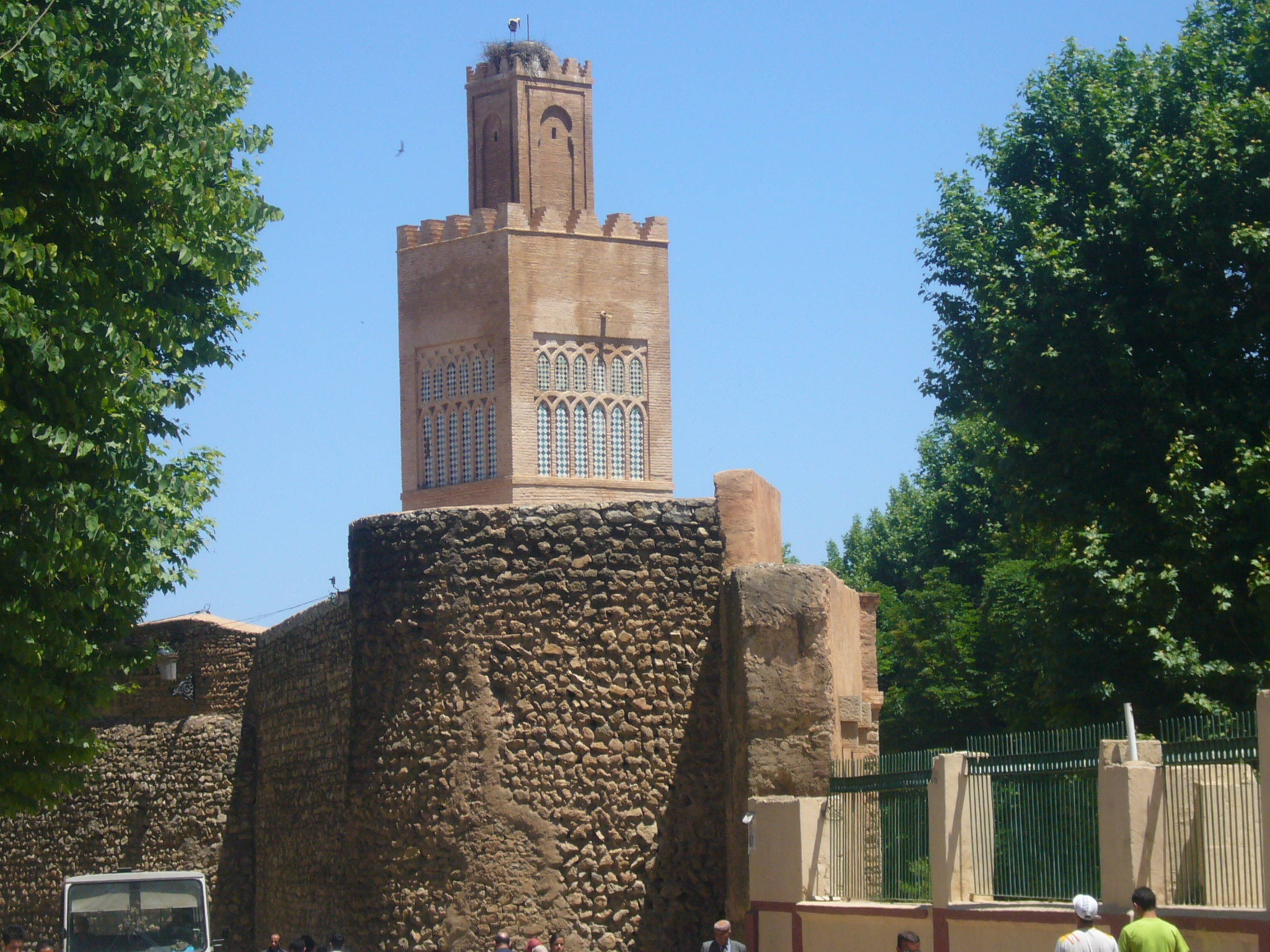
Тлемсен, Алжир
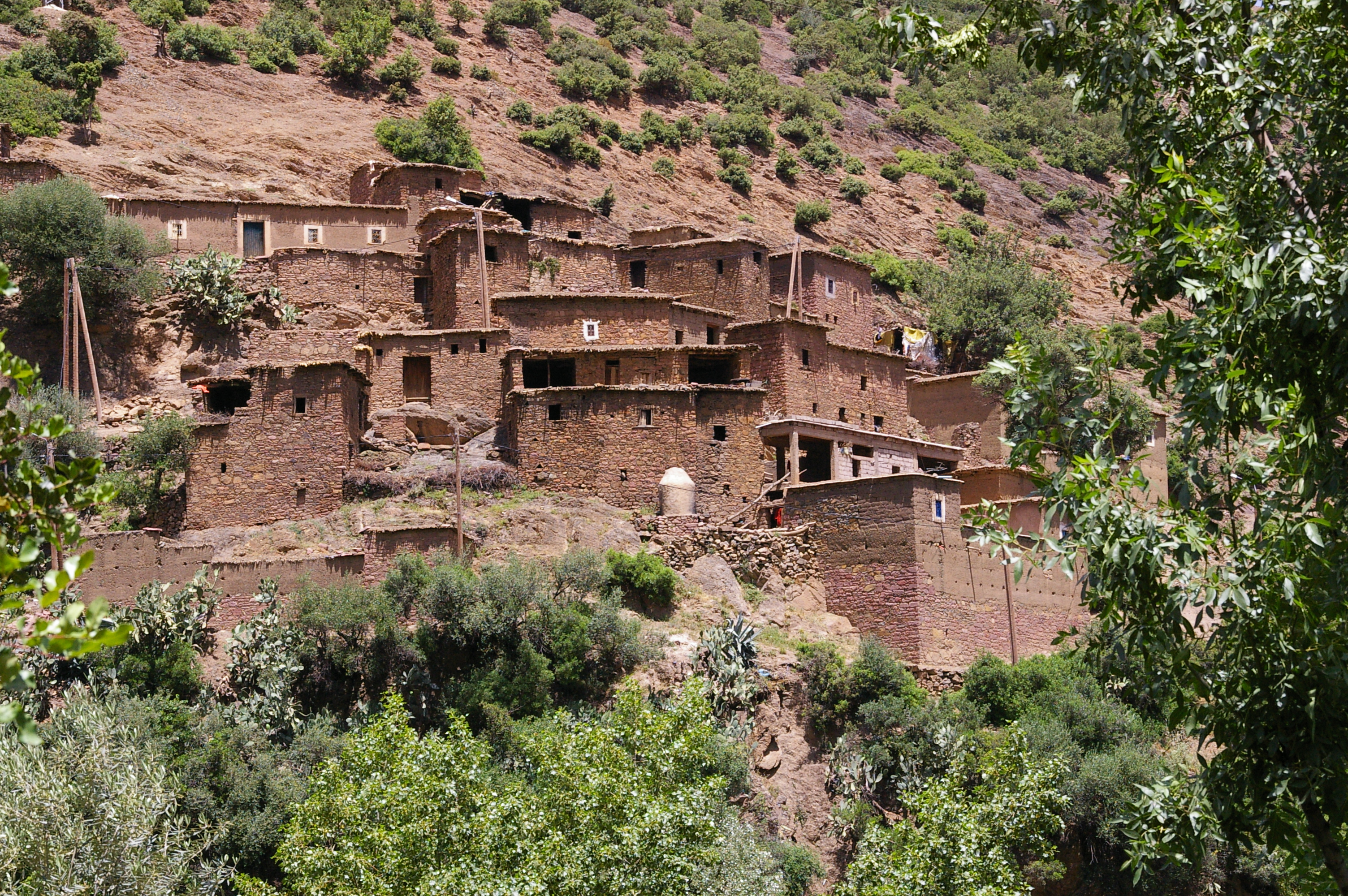
Уріка, Берберське село, Марокко
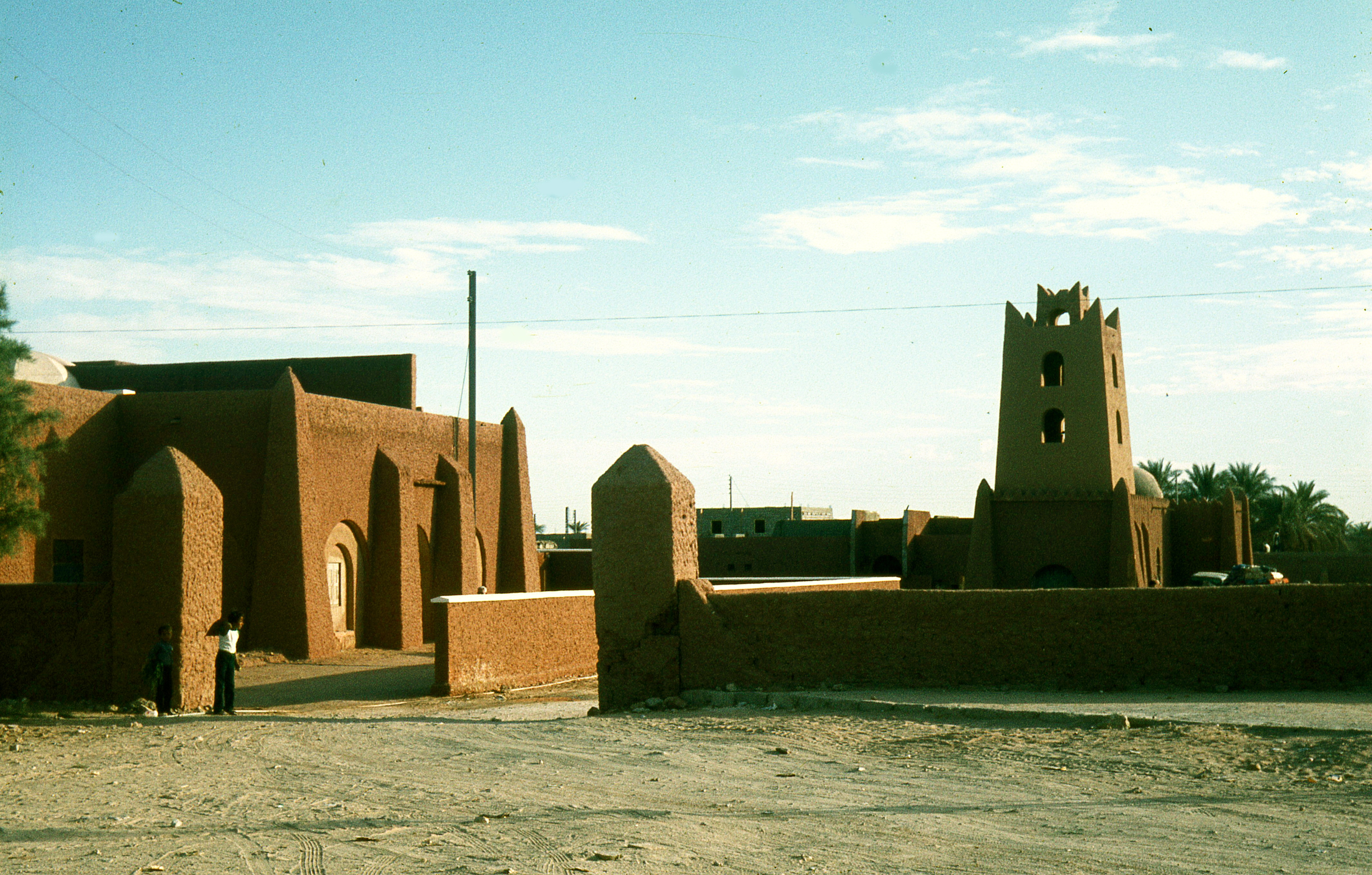
Адрарські будинки, Алжир
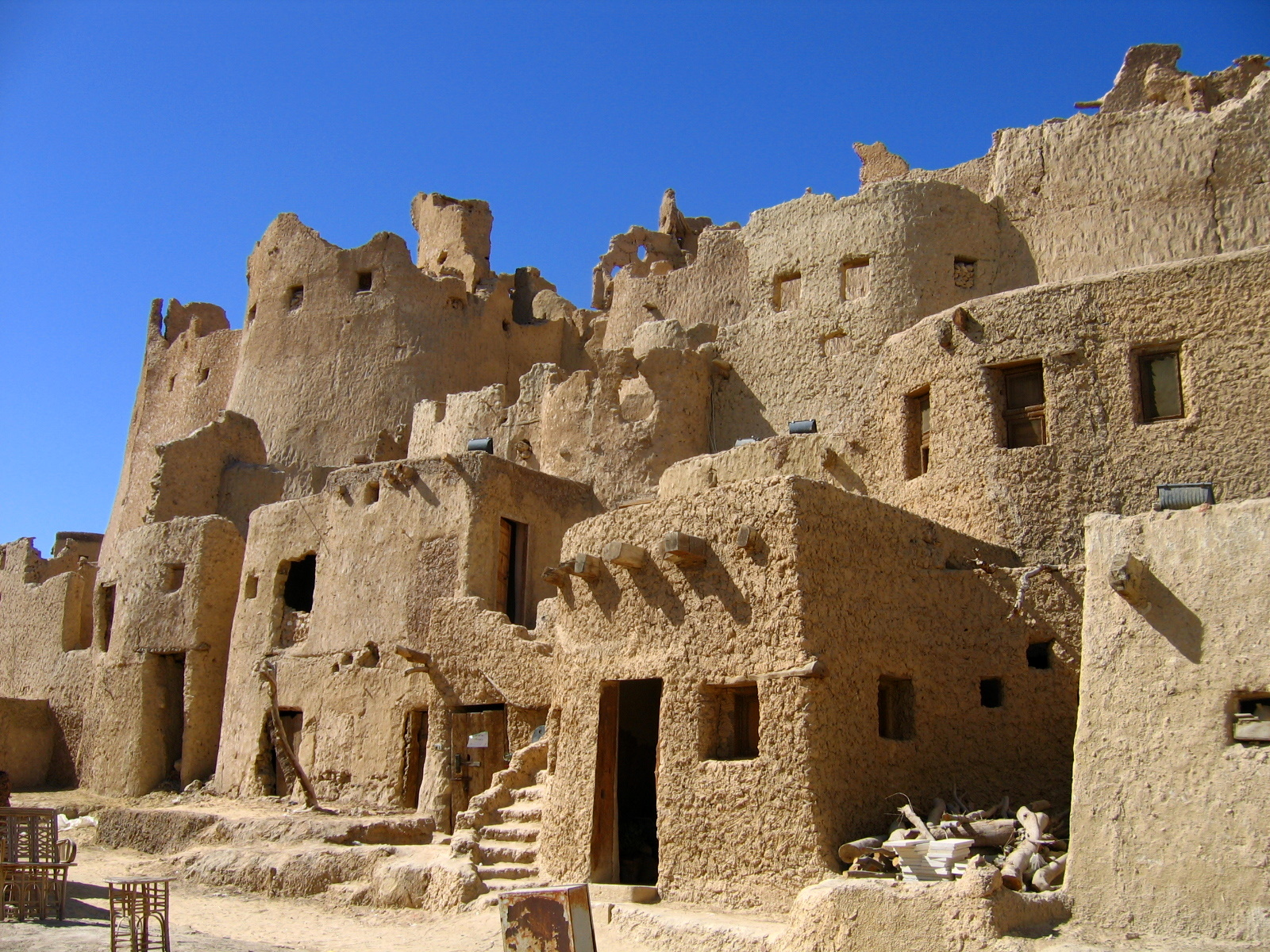
Оаза Сива, Єгипет
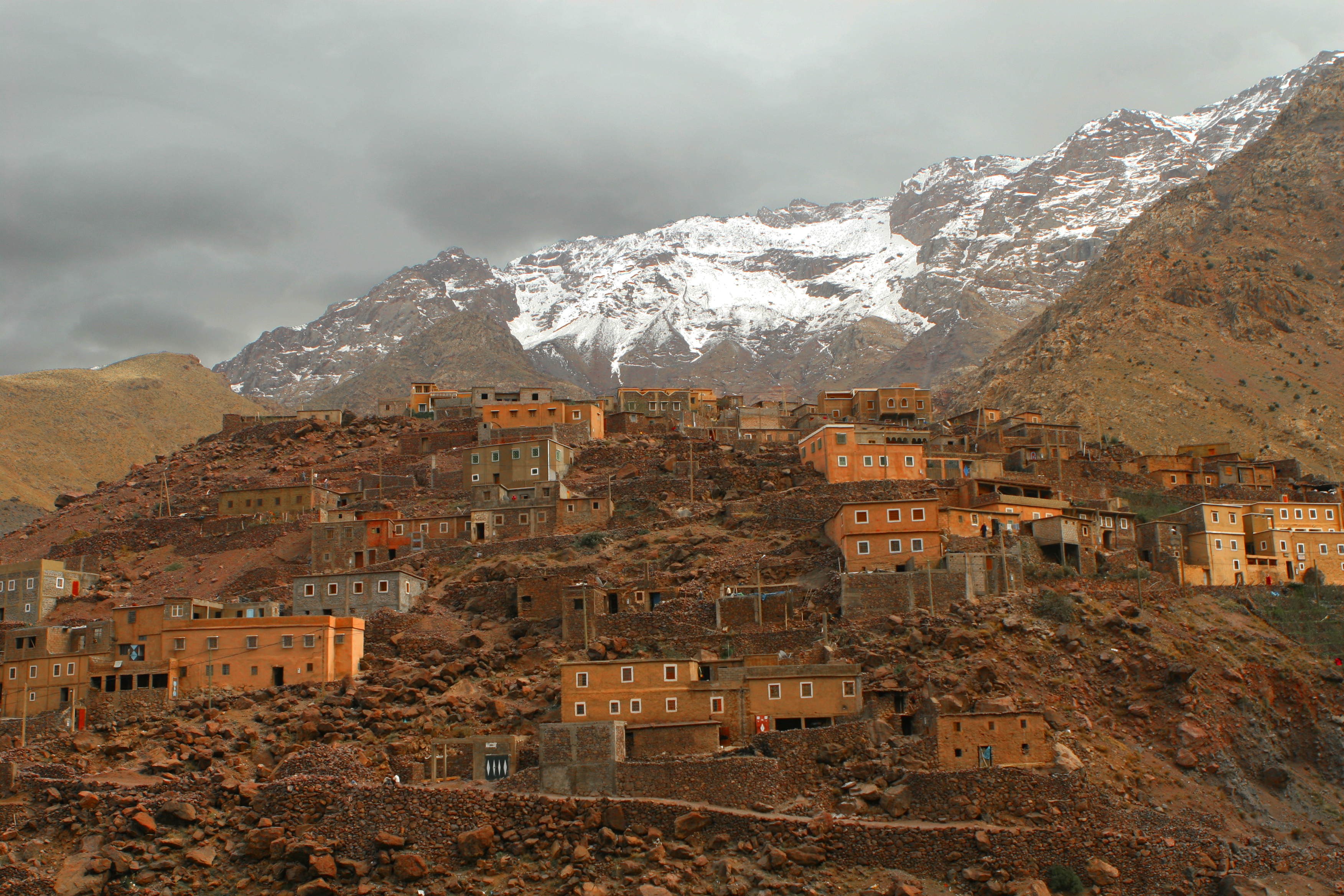
Берберське село, Атлаські гори
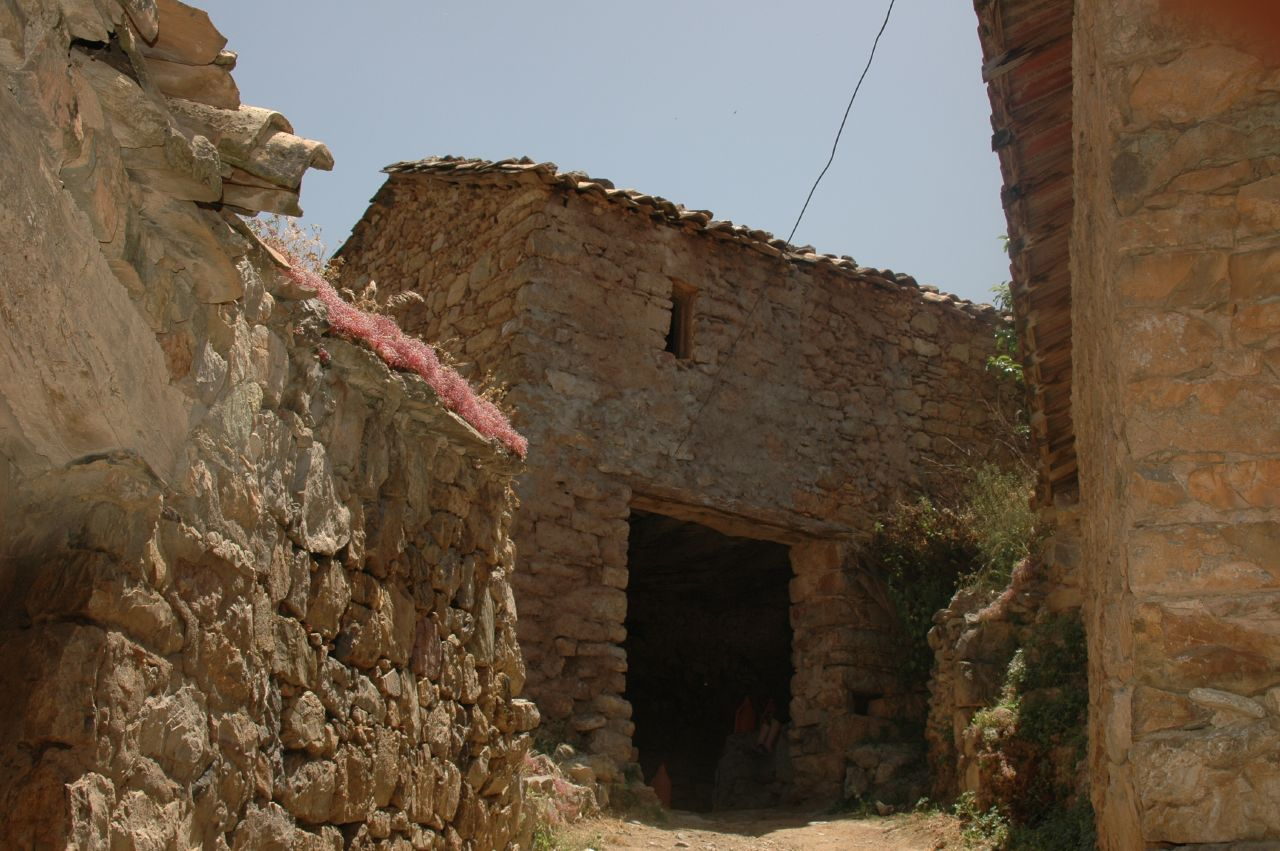
Традиційний берберський будинок
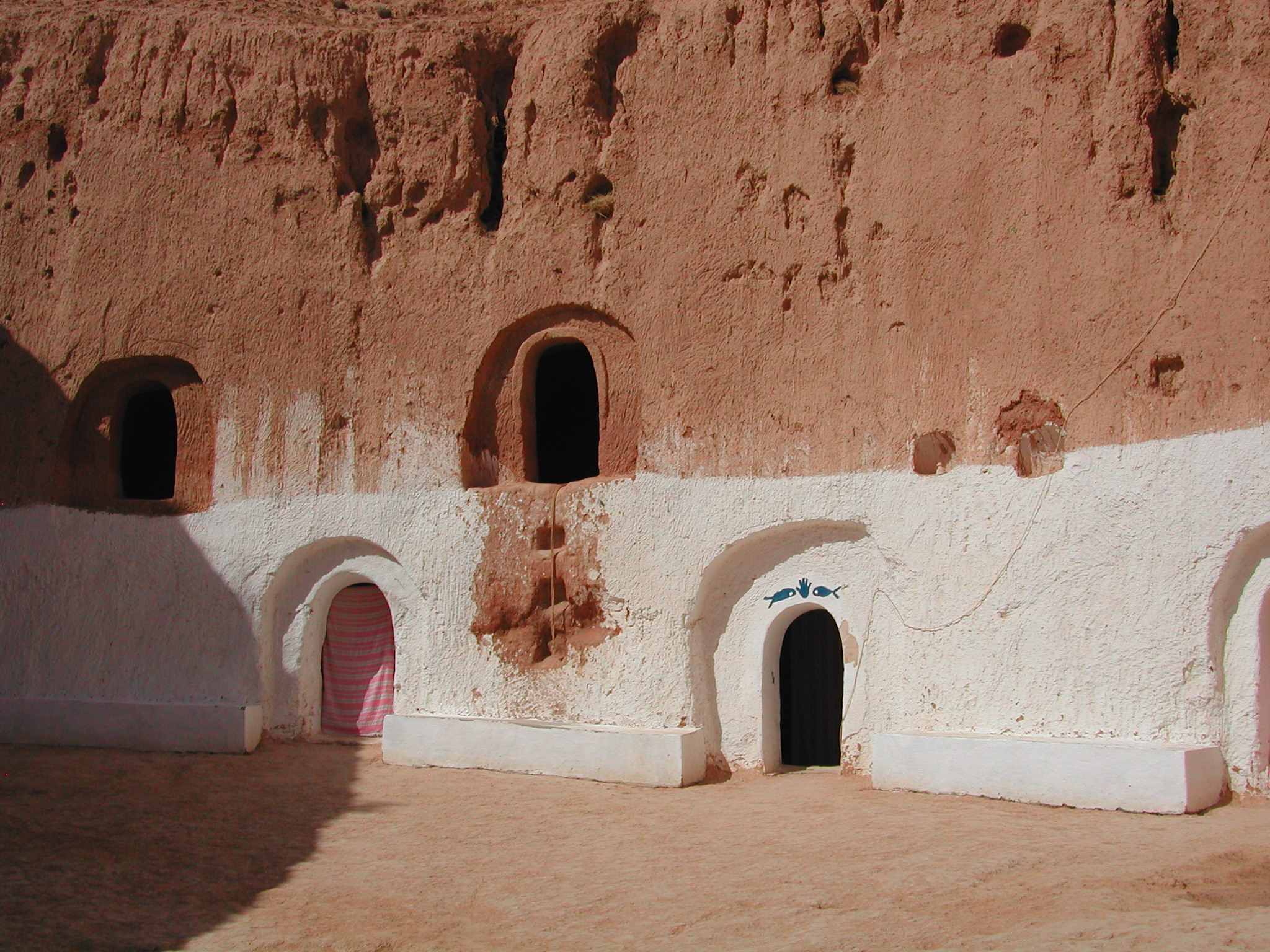
Печерні будинки, Матмата, Туніс
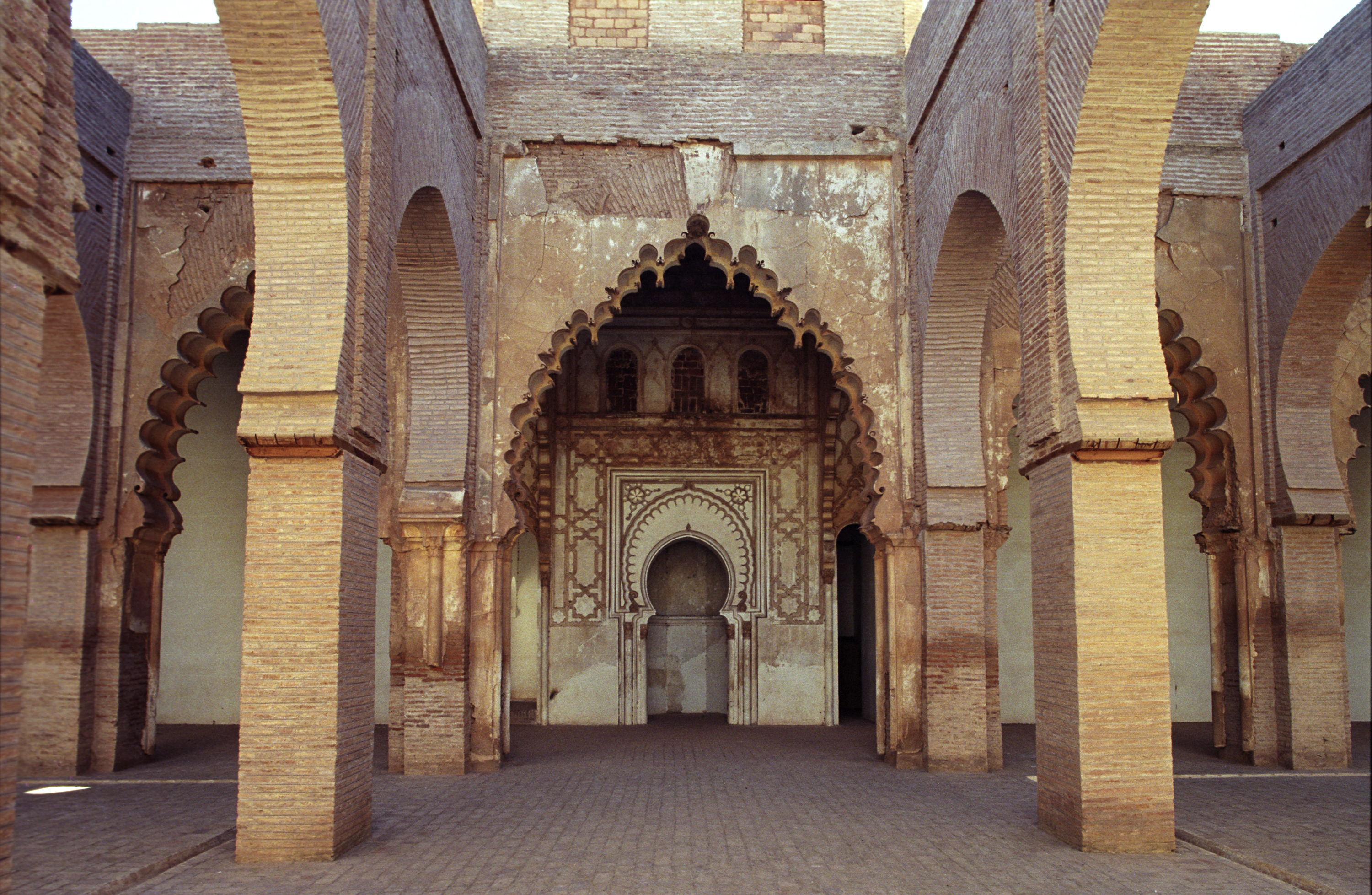
Мечеть в Марокко
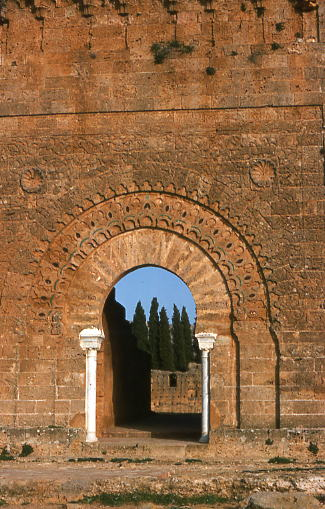
Вхід до Мансуразької мечеті
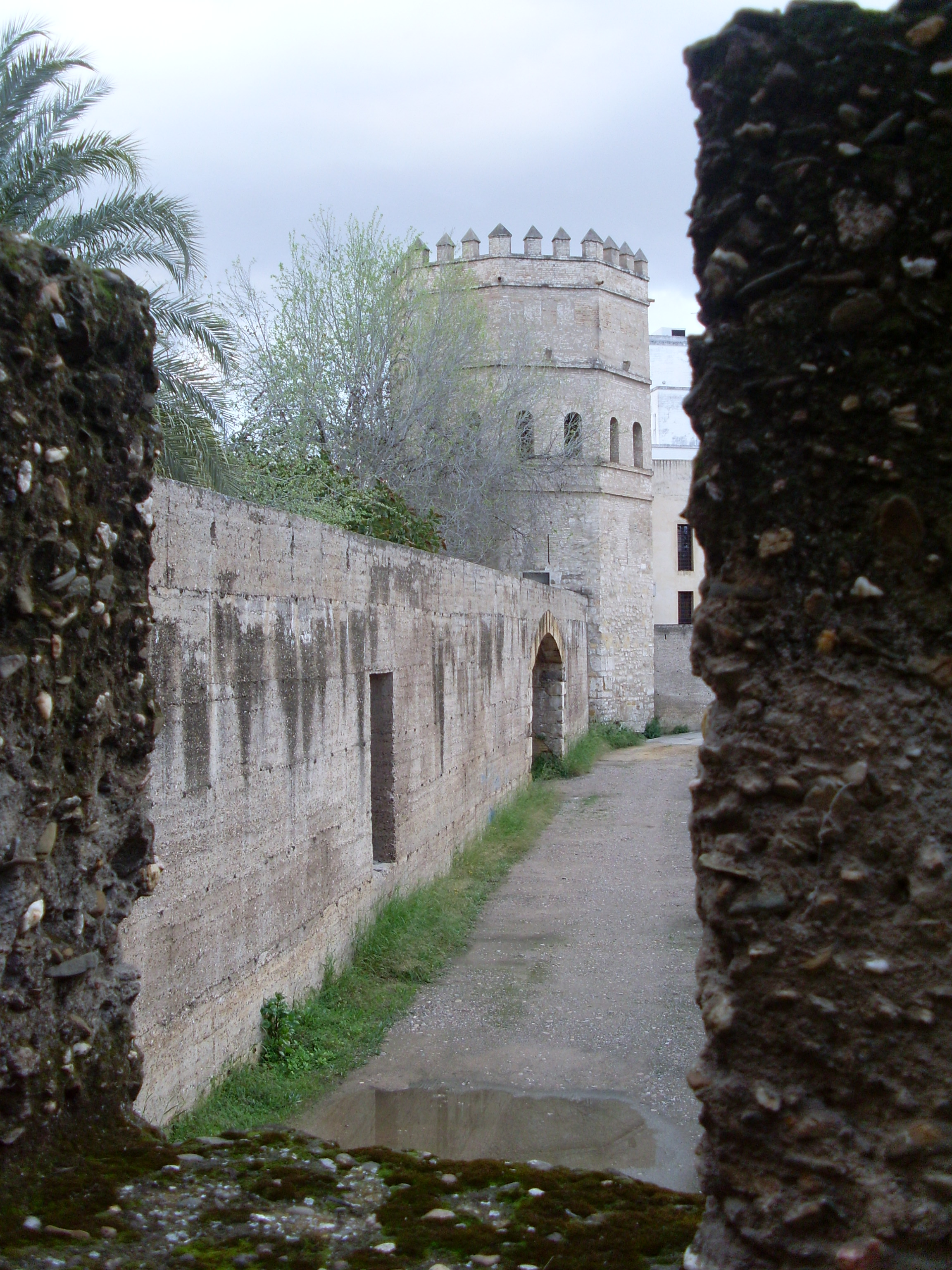
Торре де ла Плата, Севілья, Альмохади
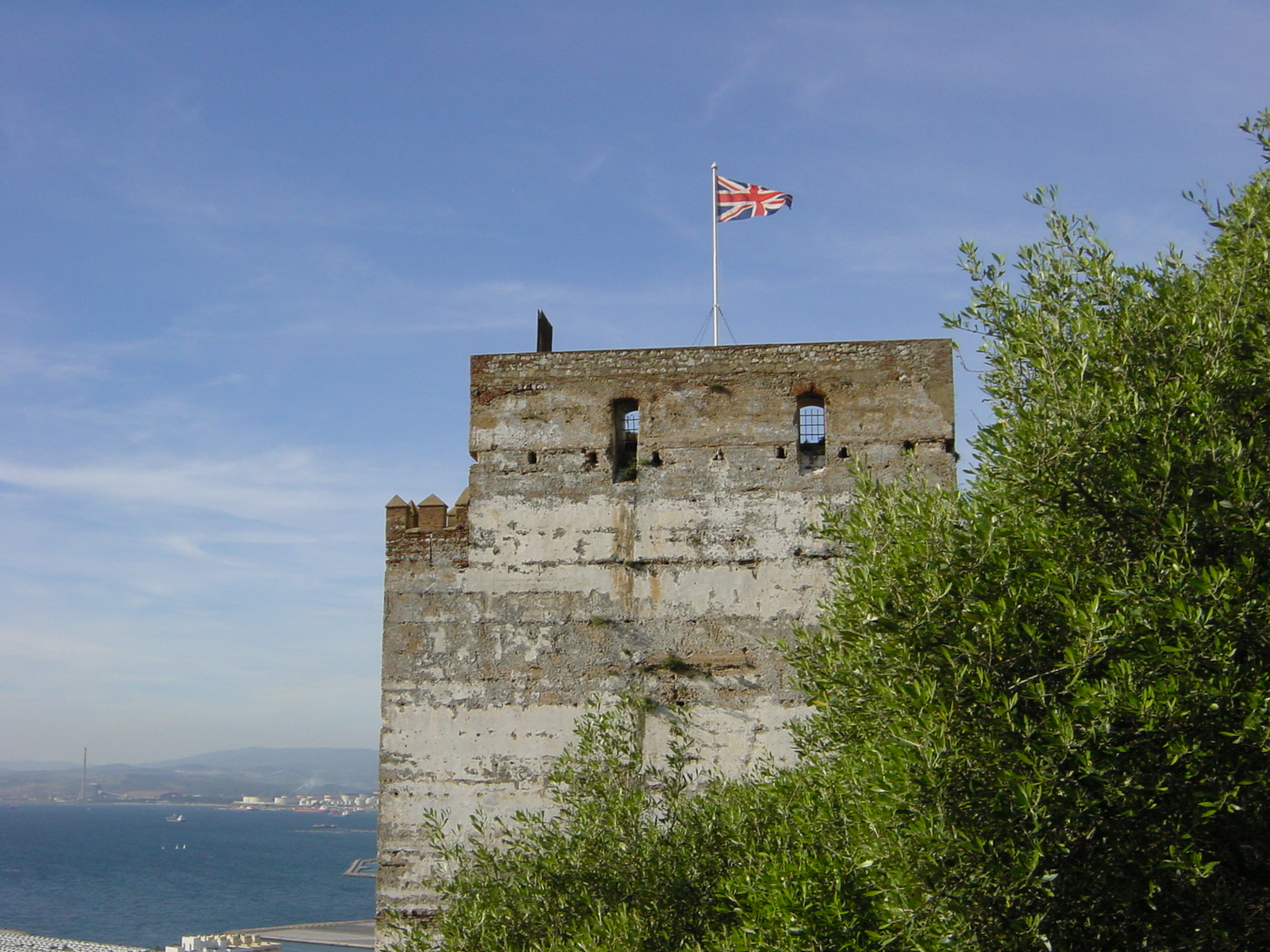
Ґібралтарський замок
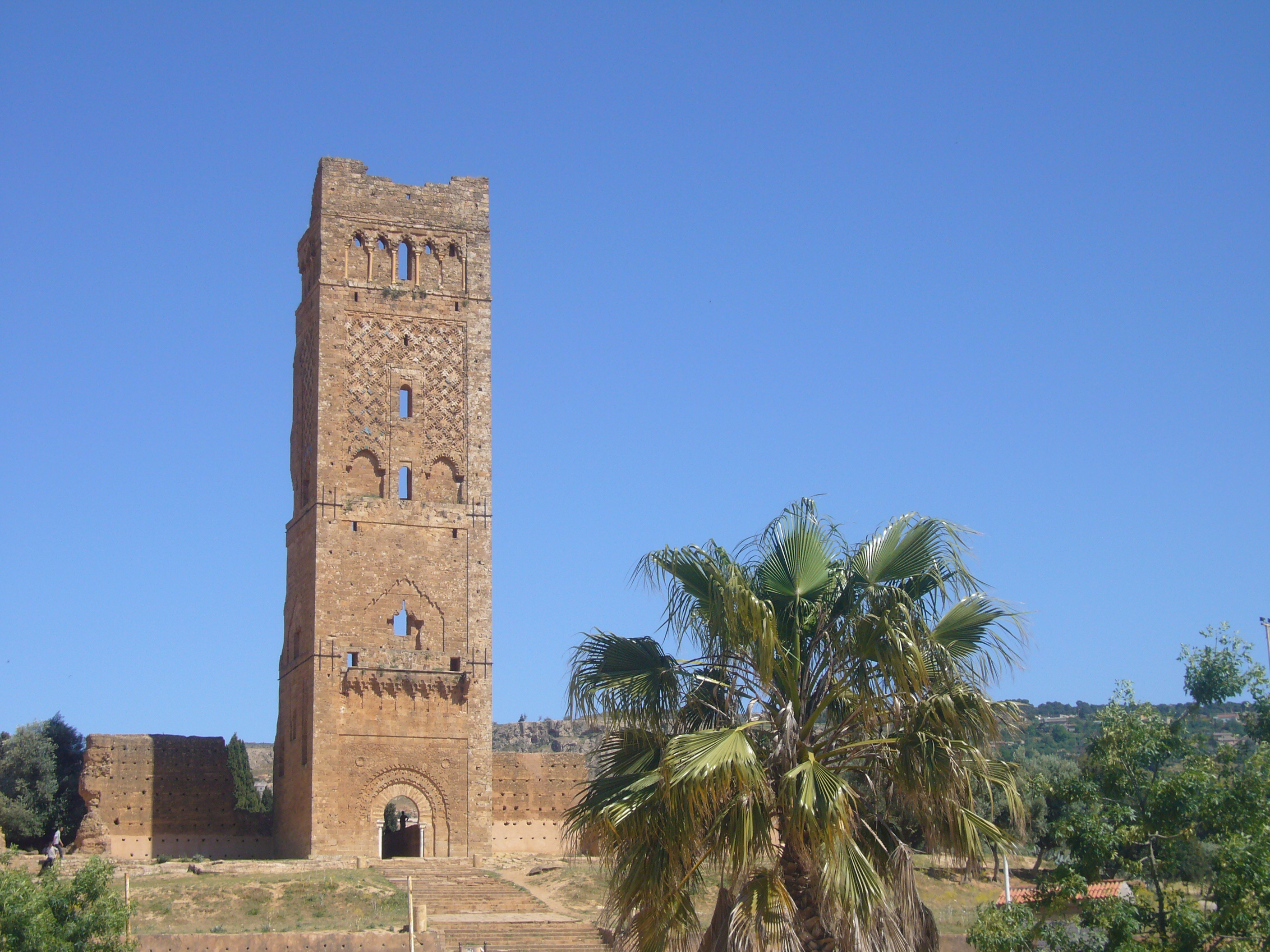
Мансуразька мечеть, Тлемсен
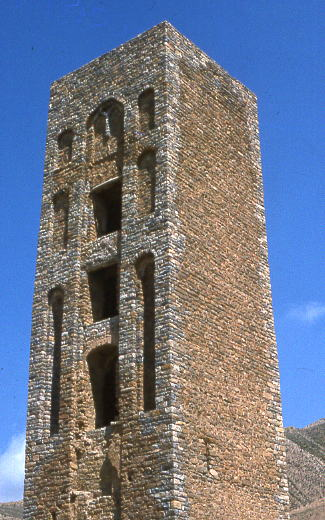
Хаммадидська Калаа, Алжир
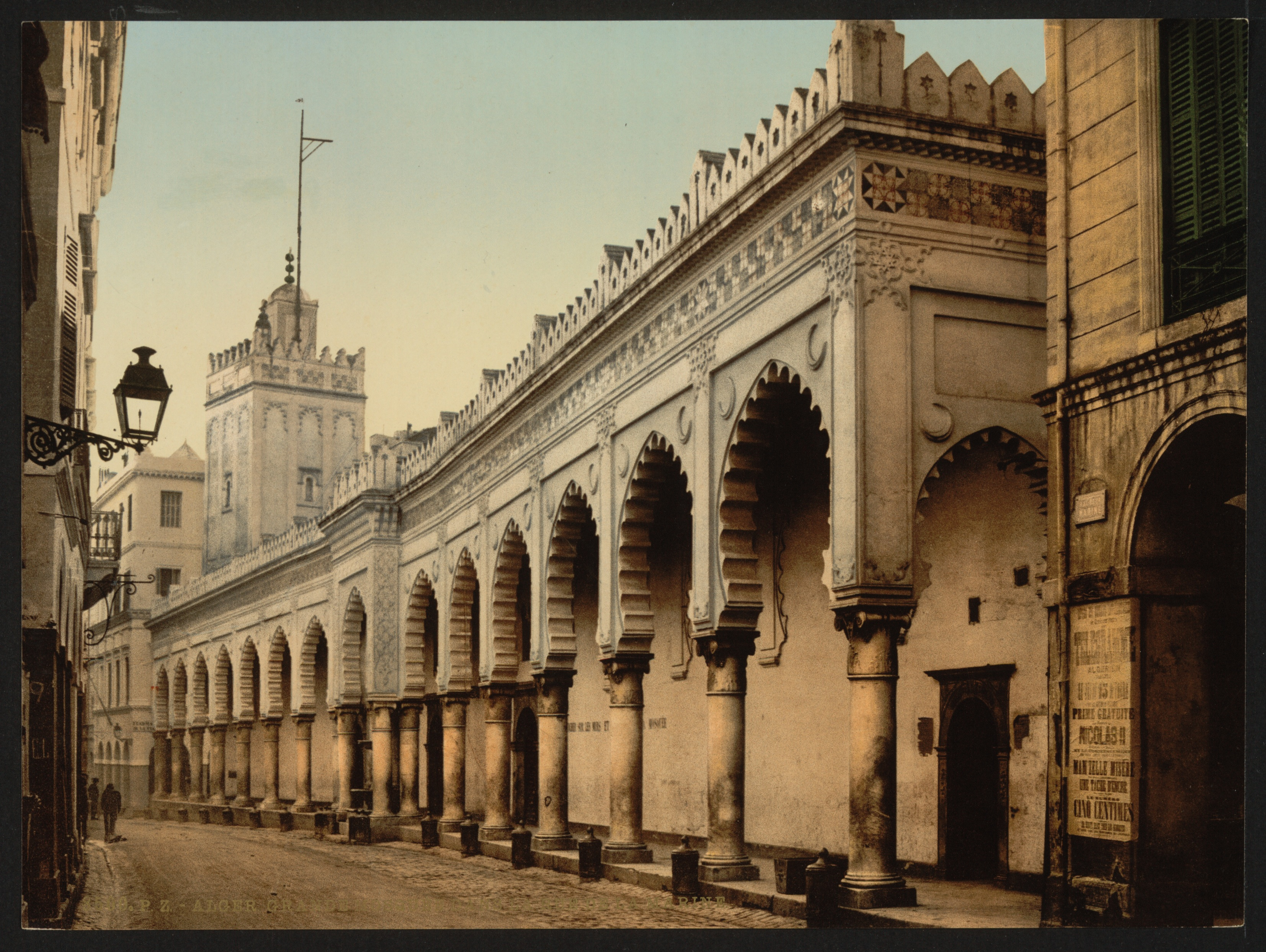
Велика Мечеть Алжиру, Альмохади - зображення 1899
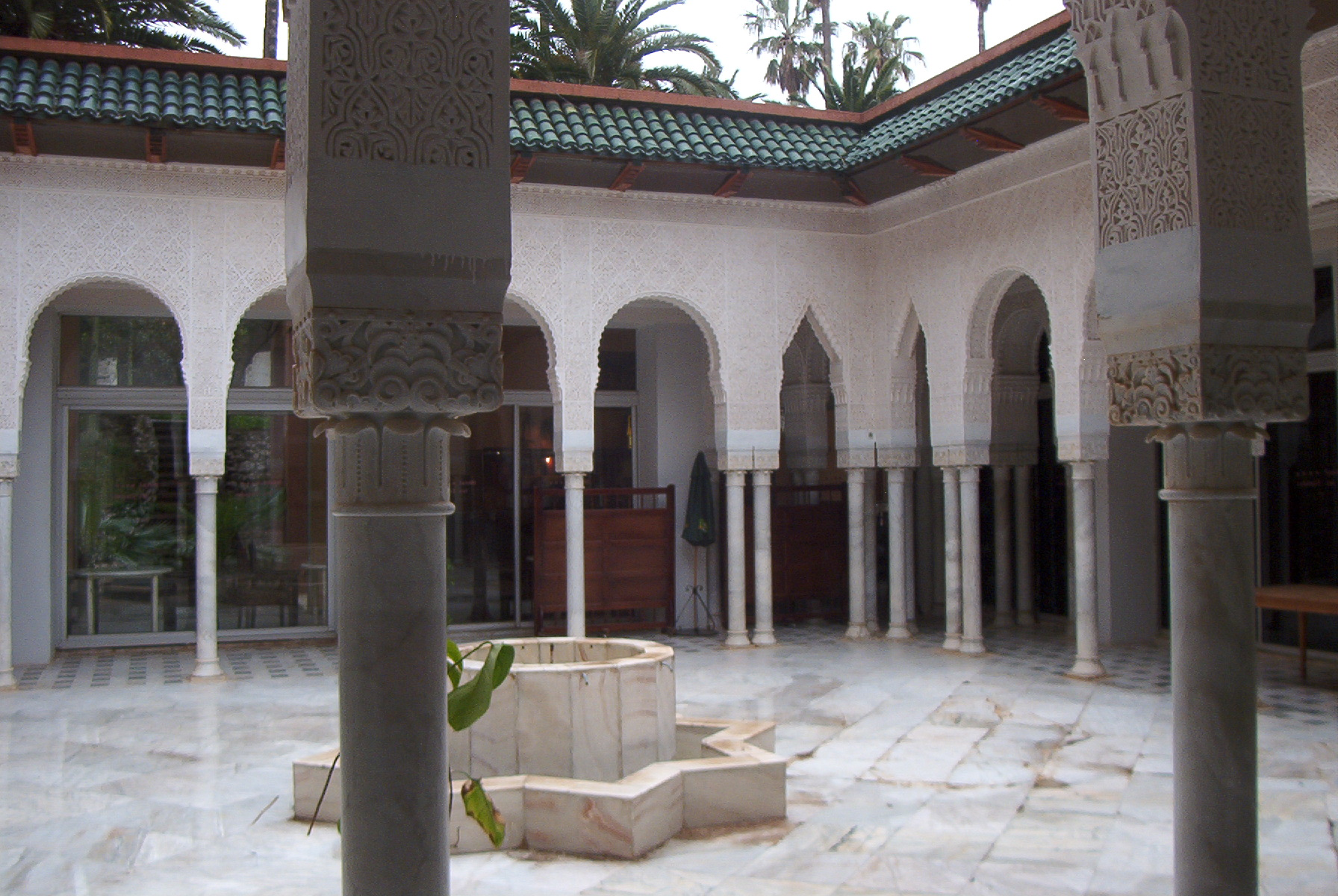
Зіанідський інтер'єр
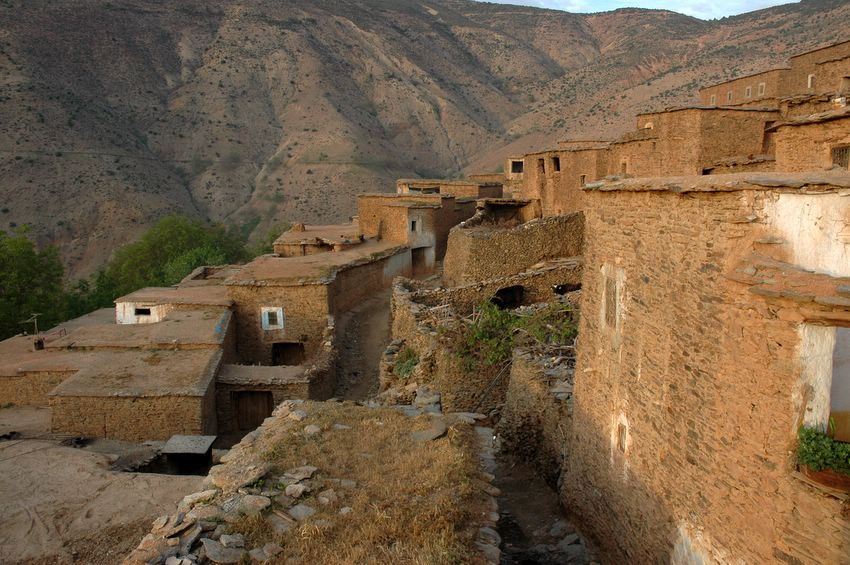
Село Аїт Тіргіт, Марокко
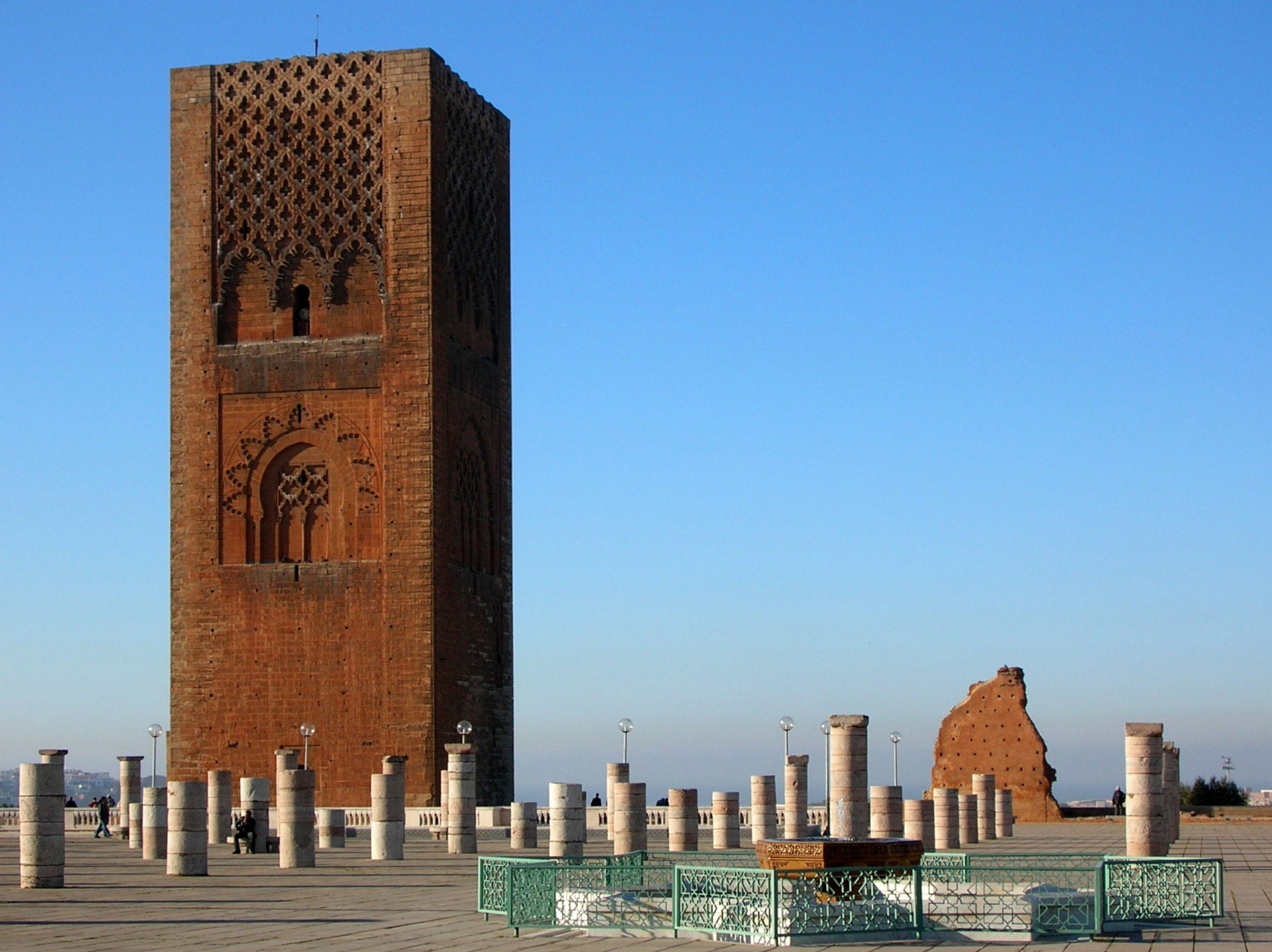
Мінарет Хассана, Марокко
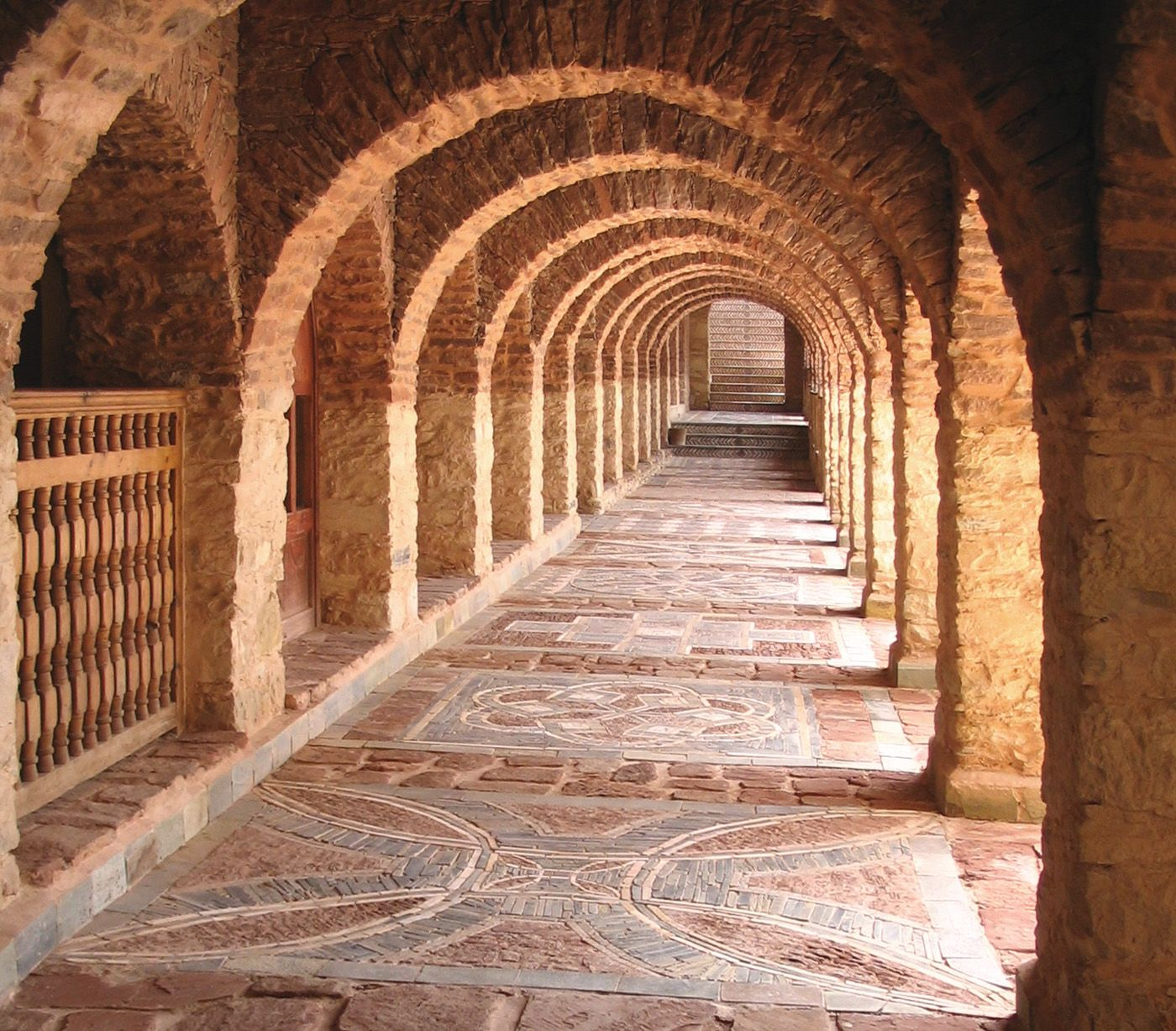
Агадір (місто), Медина
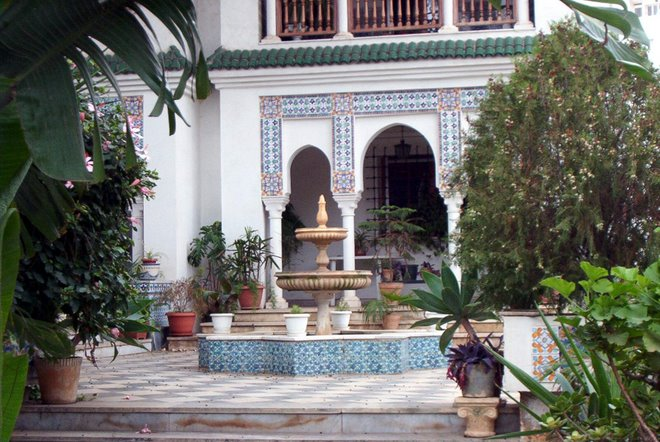
Будинки в Алжирі
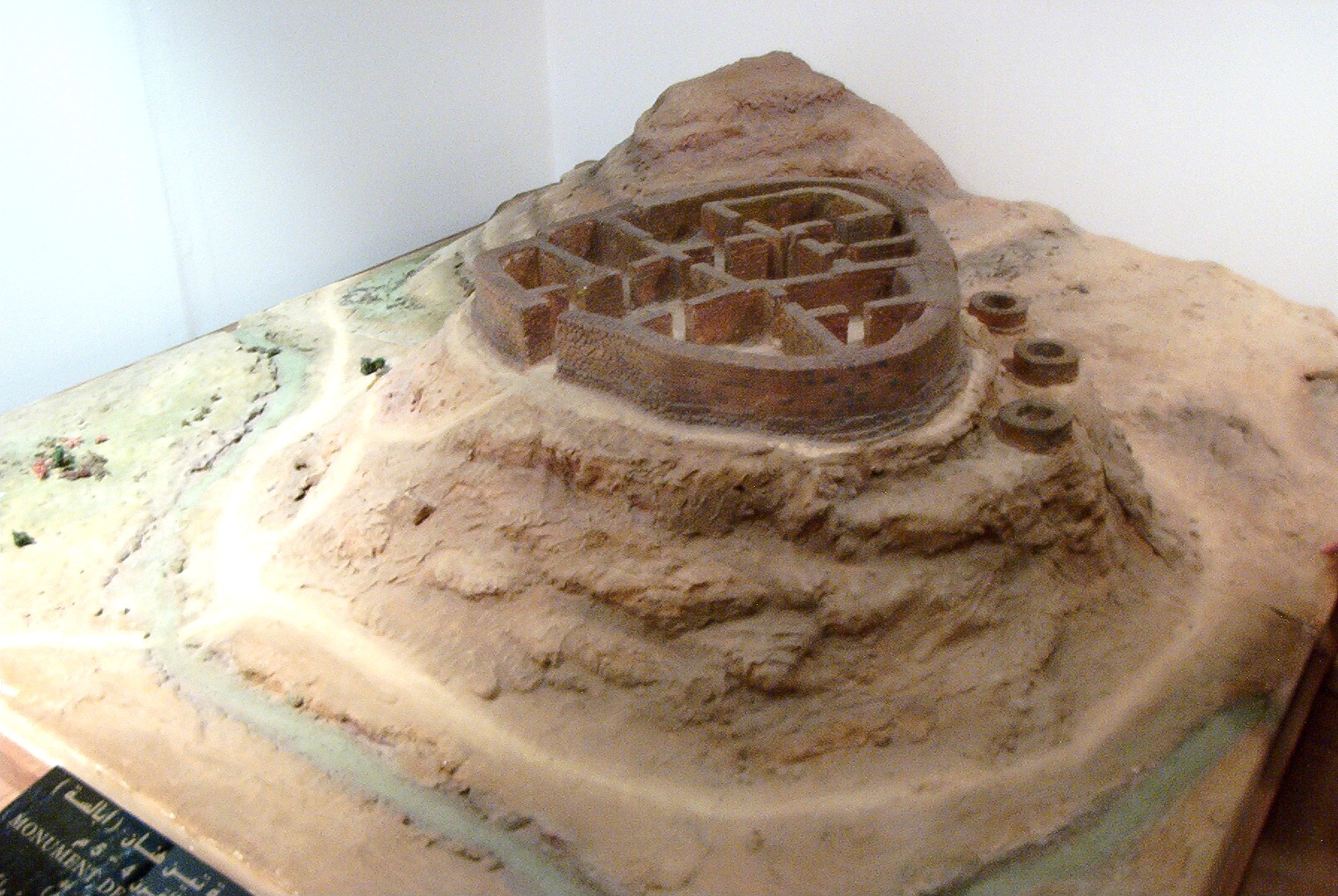
Модель гробниці Тін-Хінан, Сахара
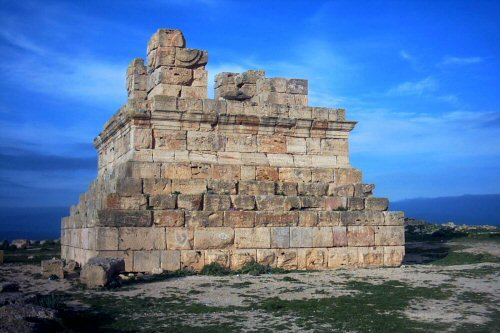
Гробниця Массиніса
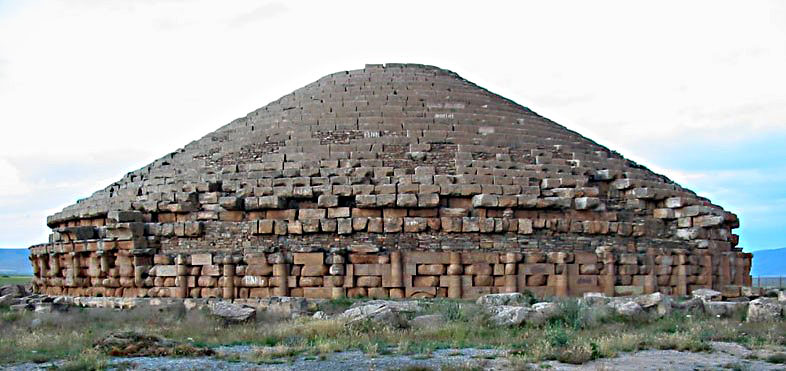
Гробниця Медрасен, біля Ламбезиз
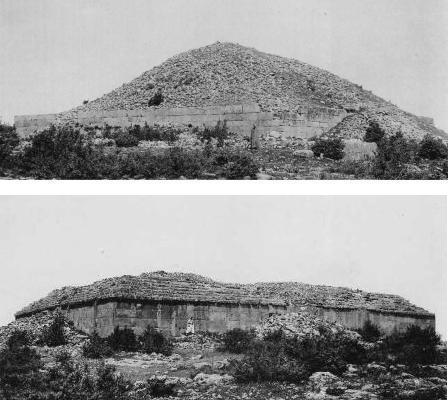
Гробниці Джедарів в Тіареті
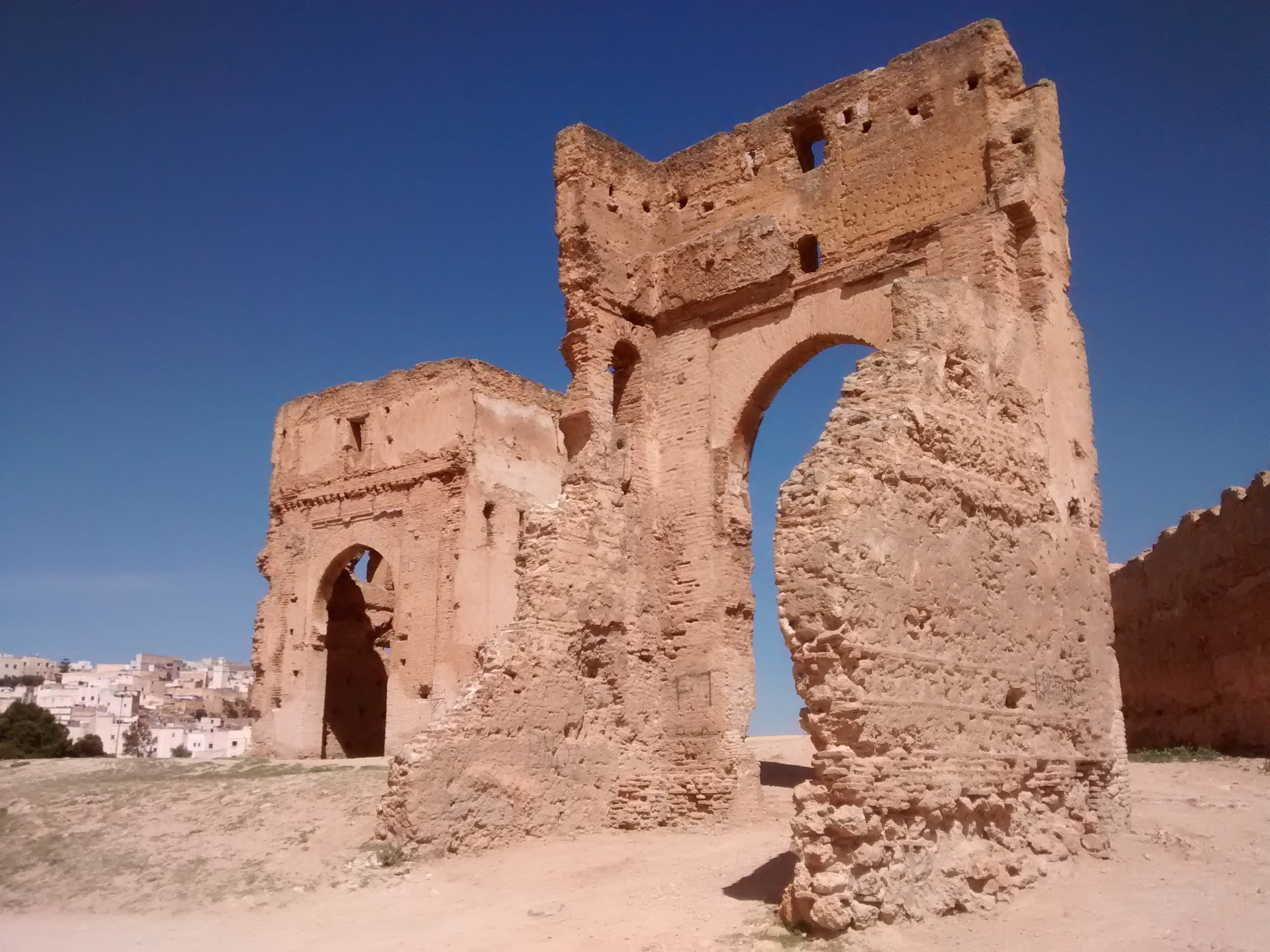
Маринідські гробниці, Фес
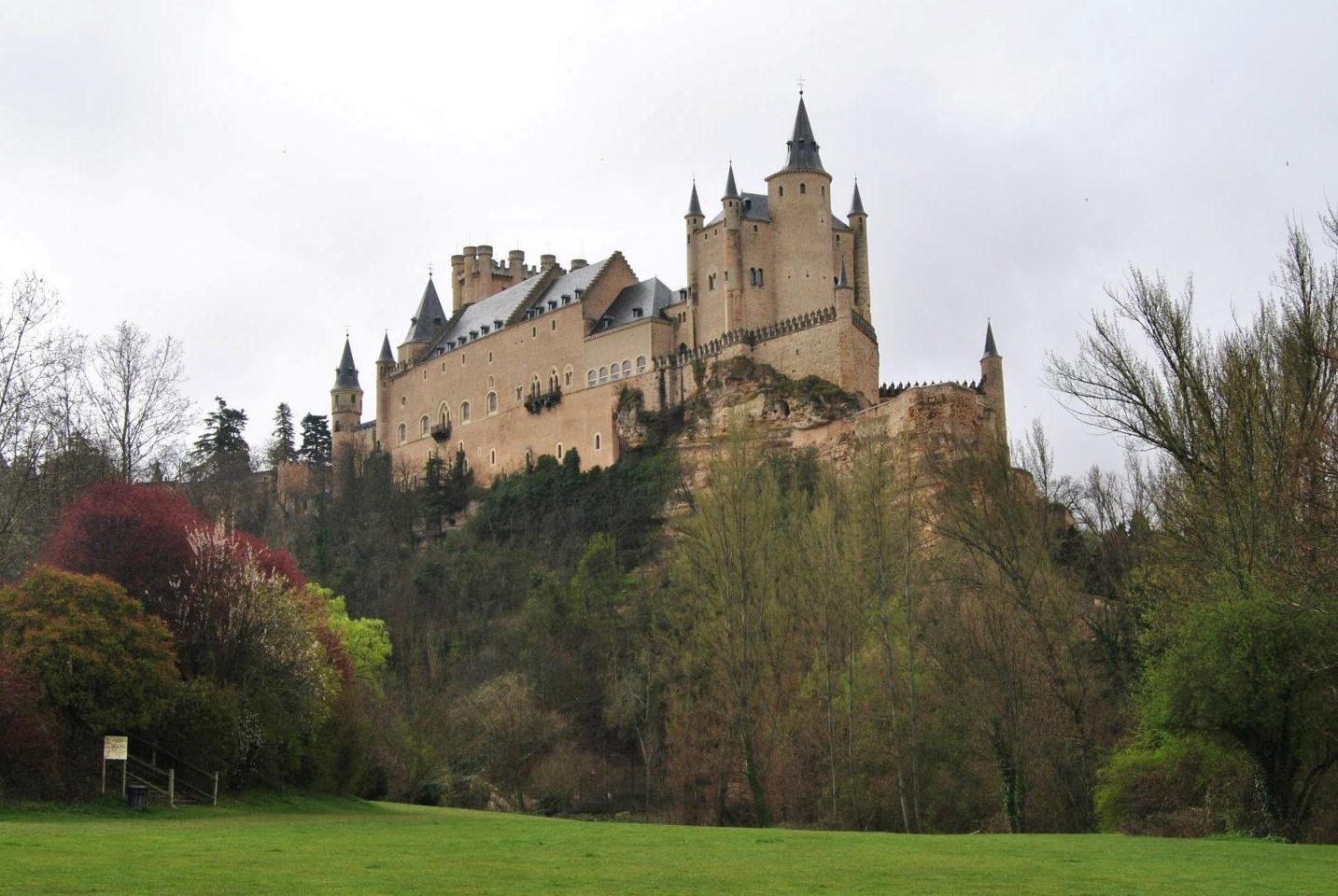
Альморавідський замок у Сеговії
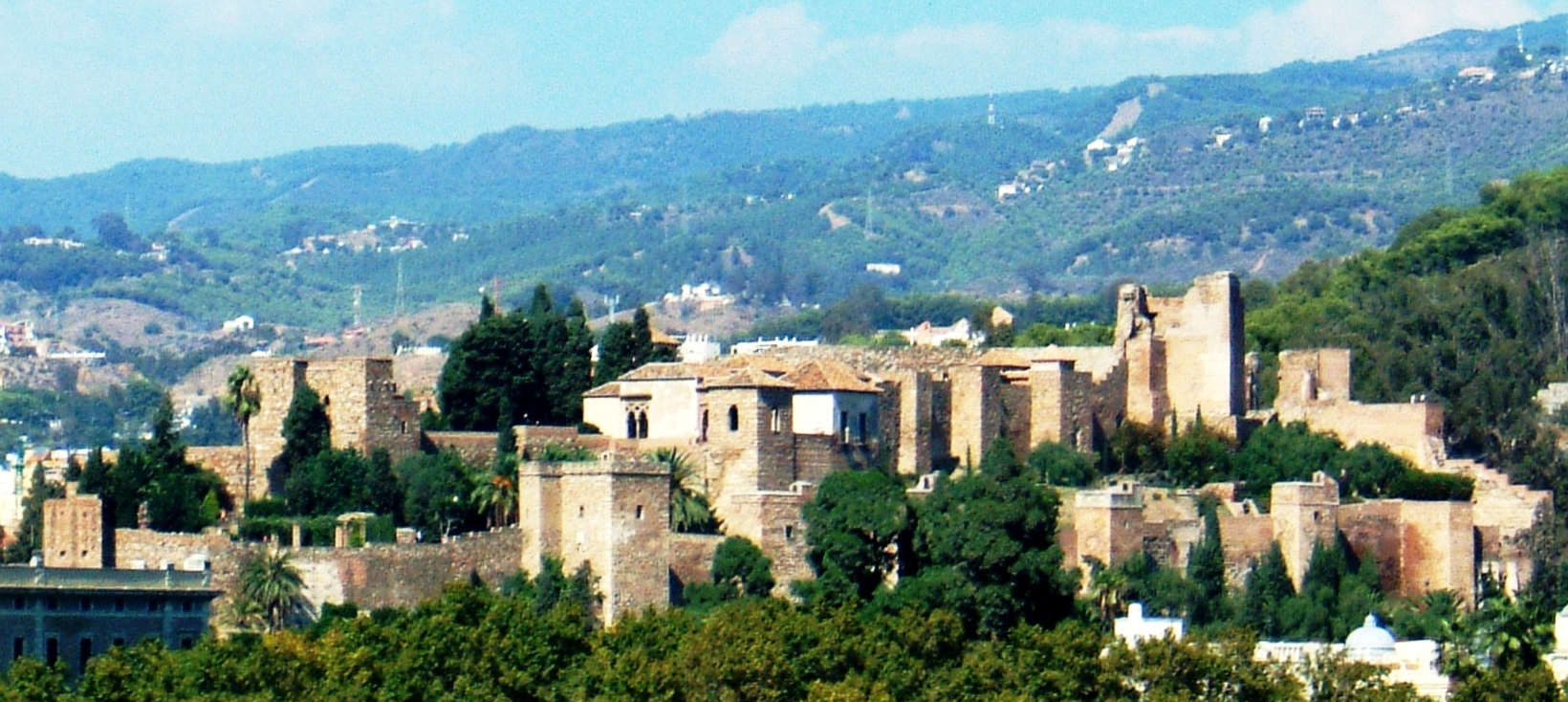
Альказаба Малаґа
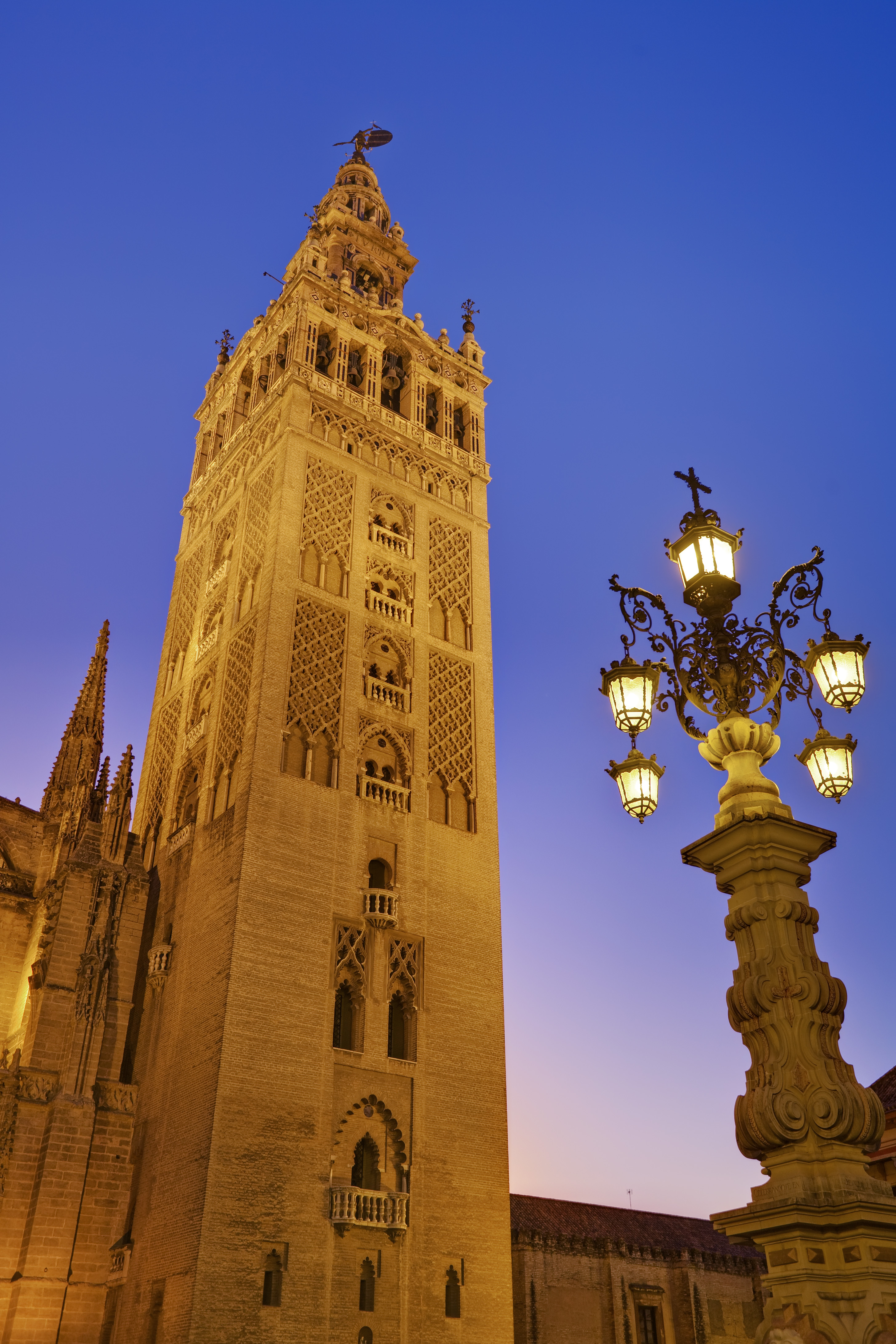
Джиральда, Севілья

## Культура

### Кухня
Берберська кухня у всіх країнах Магрибу сприйняла місцеві кулінарні особливості, через що бербери різних місць їдять різні страви. Основу раціону складають хліб, кускус, таджини та рагу.

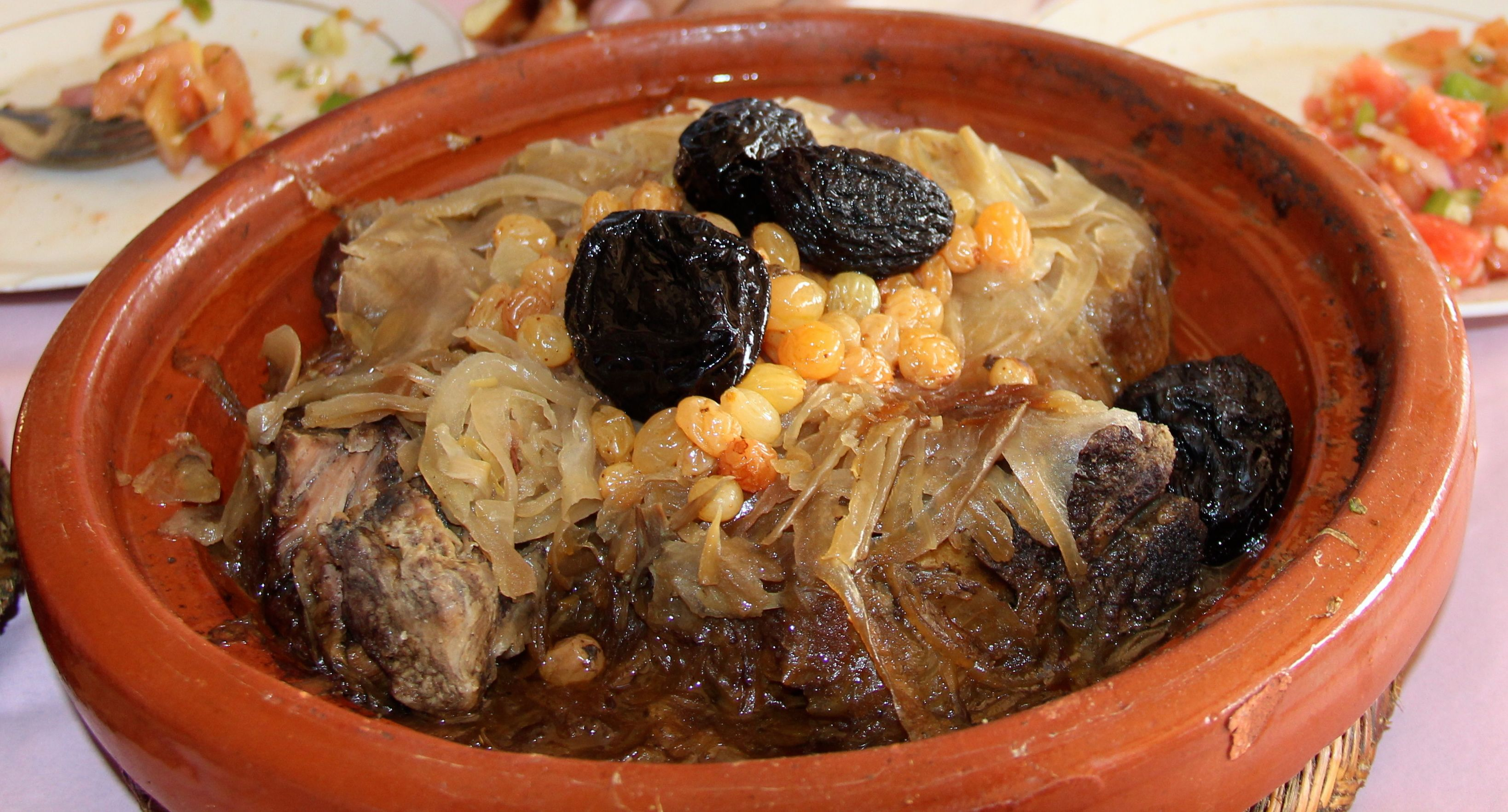
Таджин з яловичиною та сухофруктами
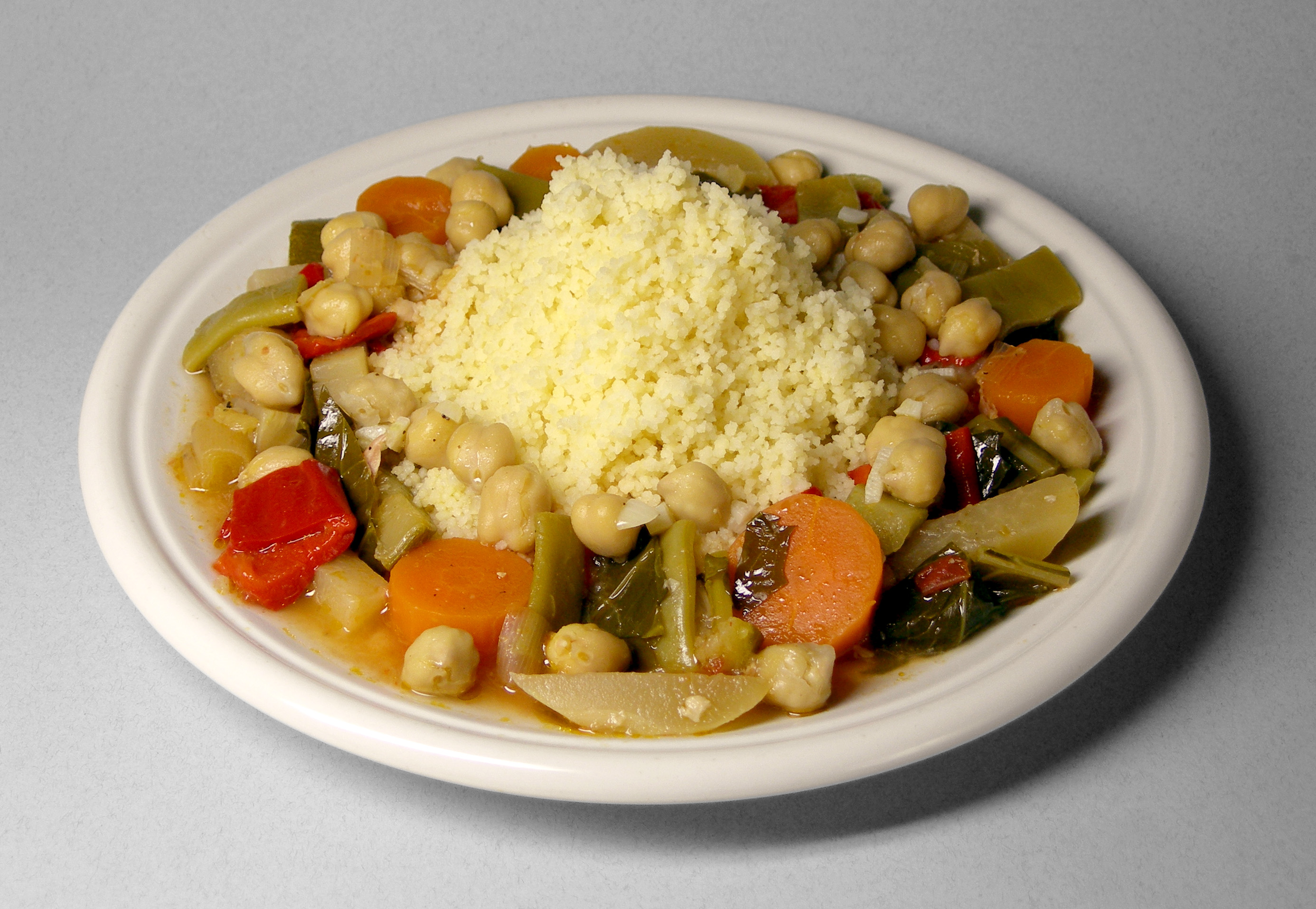
Алжирський кускус
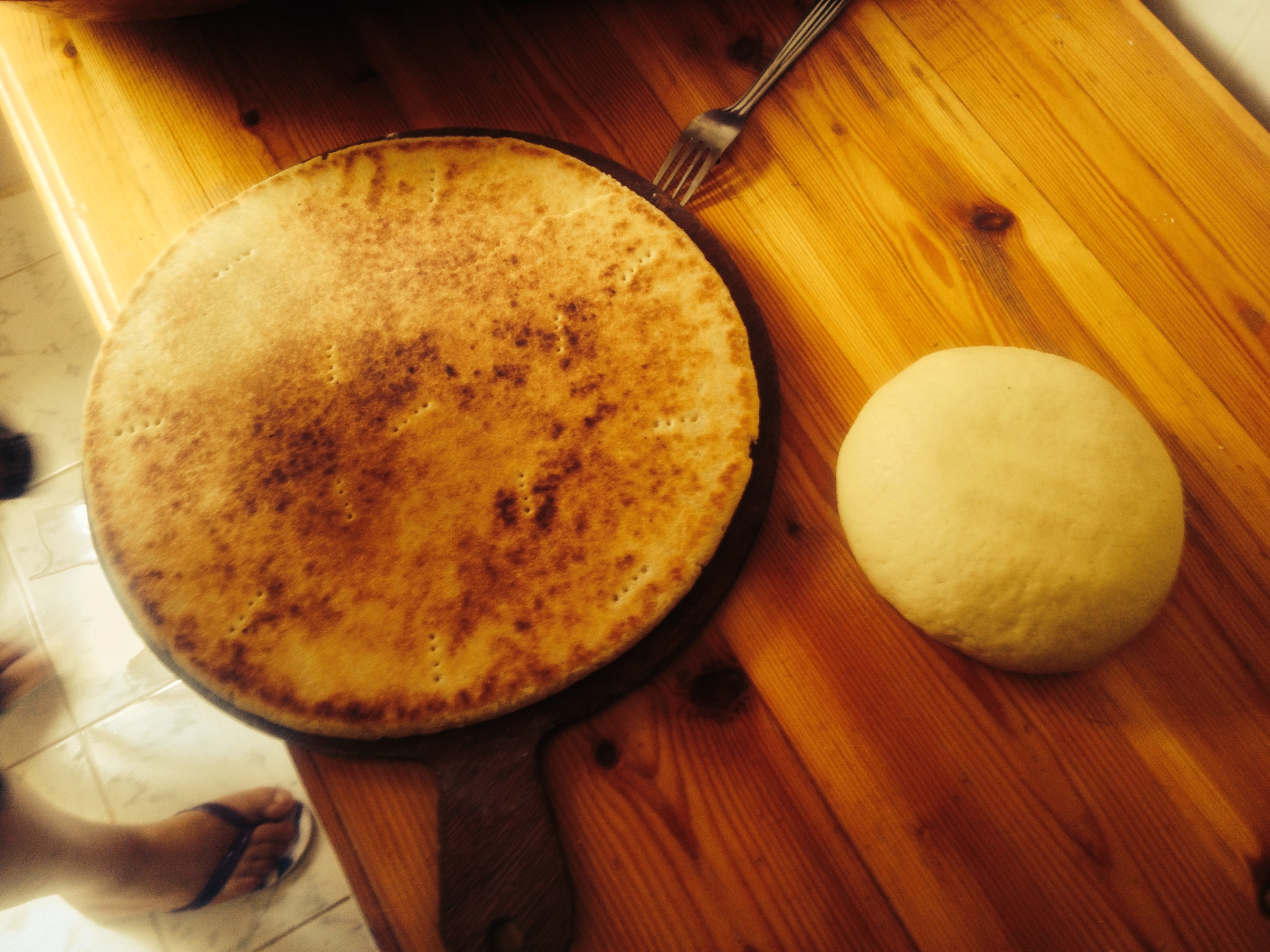
Кесра (коржик)